# Столыпин, Пётр Аркадьевич
Пётр Арка́дьевич Столы́пин (14 апреля 1862, Дрезден — 5 сентября 1911, Киев) — российский государственный деятель, статс-секретарь Его Императорского Величества (1908), действительный статский советник (1904), гофмейстер (1906); гродненский (1902—1903) и саратовский (1903—1906) губернатор, министр внутренних дел и председатель Совета министров (1906—1911), член Государственного совета по назначению (1907—1911).
В российской истории начала XX века известен в первую очередь как реформатор и государственный деятель, сыгравший значительную роль в подавлении революции 1905—1907 годов. 26 апреля 1906 года император Николай II предложил Столыпину пост министра внутренних дел России. Вскоре после этого летом 1906 года правительство было распущено вместе с Государственной думой I созыва, а Столыпин в том же году был назначен председателем Совета министров.
В 1905—1906 годах Столыпин провёл целый ряд законопроектов, которые вошли в историю как столыпинская аграрная реформа, главным содержанием которой было введение частной крестьянской земельной собственности. Среди других мероприятий Столыпина на посту председателя Совета министров особое значение имели введение земства в западных губерниях, ограничение автономии Великого княжества Финляндского, изменение избирательного законодательства и роспуск II Думы, положившие конец революции 1905—1907 годов.
Выступил инициатором введения военно-полевых судов (действовавших с сентября 1906 по апрель 1907 года) для борьбы с революционным террором. Впоследствии они были заменены на военно-окружные, которые вели процесс судопроизводства уже с соблюдением процессуальных норм.
Во время выступлений перед депутатами Государственной думы проявились ораторские способности Столыпина. Его фразы «Не запугаете!», «Сначала успокоение, потом реформы» и «Им нужны великие потрясения — нам нужна Великая Россия!» стали крылатыми.
Из личных черт характера современниками особенно выделялось его бесстрашие:150. На Столыпина в последние 10 лет жизни планировались и были совершены 11 покушений. Во время последнего покушения, совершённого 1 сентября 1911 года в Киеве в оперном театре анархистом Дмитрием Богровым, Столыпин получил ранение, от которого умер спустя четыре дня.

## Биография

### Происхождение и ранние годы

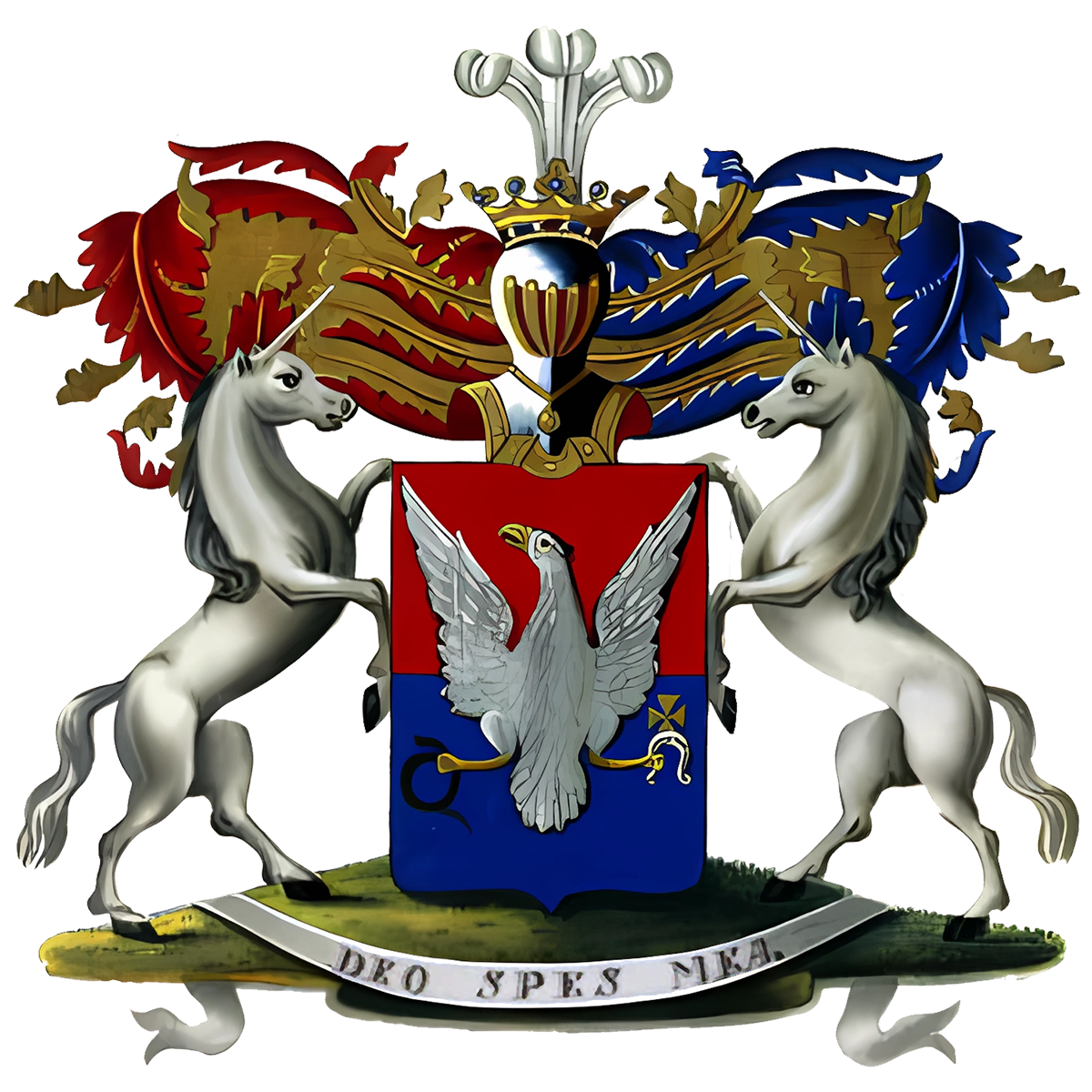
Фамильный герб Столыпиных

Родители происходили из старинных дворянских родов — Столыпиных и Горчаковых. Род Столыпиных восходил к началу XVI века, генеалогическое древо Горчаковых — к началу XIII века.
Одна из пяти сестёр деда Петра Столыпина была женой Михаила Васильевича Арсеньева. Их дочь Мария была матерью М. Ю. Лермонтова. Таким образом, Пётр Аркадьевич приходился Лермонтову троюродным братом. При этом в семье Столыпиных отношение к своему знаменитому родственнику было сдержанным. Так, дочь Петра Аркадьевича Столыпина, Мария, в своих воспоминаниях пишет:

Лермонтов, бабушка которого была Столыпина, оставил по себе много воспоминаний в нашей семье. Родные его не любили за невыносимый характер. Особенно одна тётушка моего отца настолько его не терпела, что так до смерти и не согласилась с тем, что из-под пера этого «невыносимого мальчишки» могло выйти что-нибудь путное.— :51—52
По линии матери — праправнук А. В. Суворова, внук М. Д. Горчакова.
Отец будущего реформатора, генерал от артиллерии Аркадий Дмитриевич Столыпин, участвовал в крымской (1853—1856) войне, а также русско-турецкой (1877—1878), по окончании которой был назначен губернатором Восточной Румелии и Адрианопольского санджака; позже командовал 9-м армейским и гренадерским корпусами. С 1892 года заведовал придворной частью в Москве, в 1897 году пожалован в обер-камергеры Высочайшего двора. Мать — княжна Наталия Михайловна Горчакова (31 мая 1827; Киев — 21 ноября 1889; Петербург).
Пётр Аркадьевич Столыпин родился 2 (14) апреля 1862 года (что подтверждается записью в метрической книге, хотя некоторые источники указывают другие даты: 17 апреля или 3 (15) апреля) в Дрездене, столице Саксонии, куда ездила к родным Наталья Горчакова. Спустя полтора месяца, 24 мая крещён в дрезденской православной церкви.
Детство провёл сначала в усадьбе Середниково Московской губернии (ныне — Солнечногорский район Московской области) (до 1869 года), затем в имении Колноберже (ныне — Каунасский уезд Литвы) Ковенской губернии. Семья выезжала также в Швейцарию.

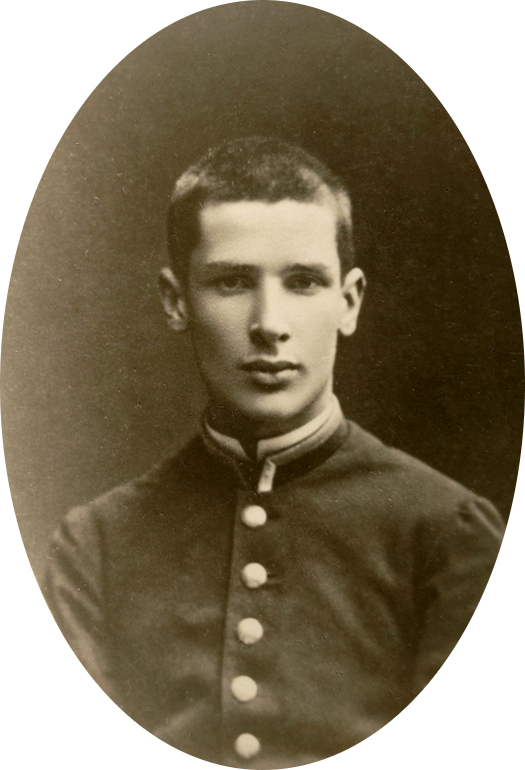
Ученик Виленской гимназии П. А. Столыпин. 1876 г.

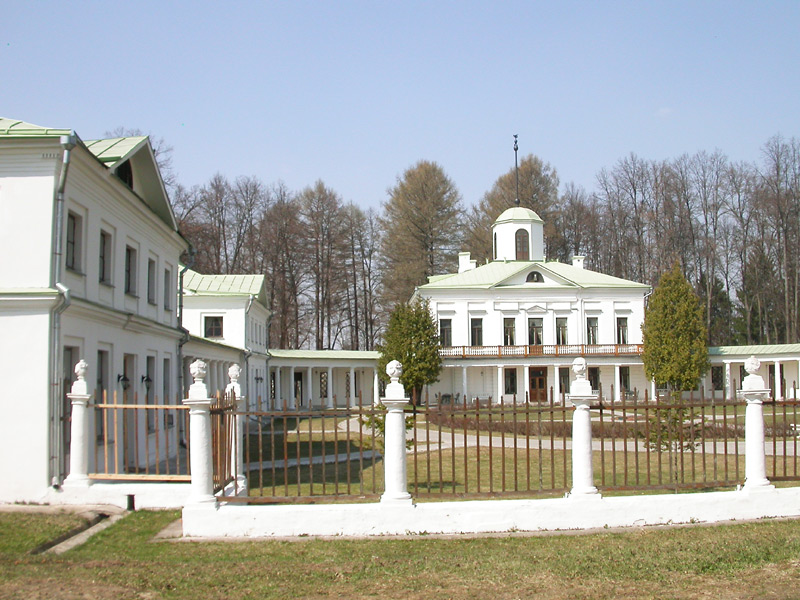
Вид на главный дом и флигели усадьбы Середниково. Начало XXI века

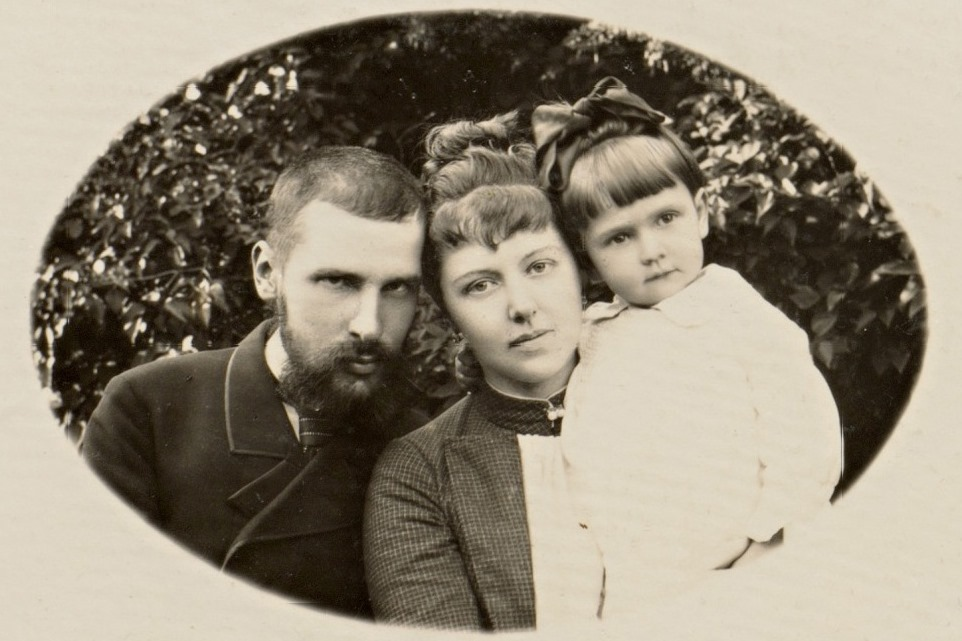
Имение Колноберже. П. А. Столыпин с женой и первым ребёнком — Марией. 1888 г.

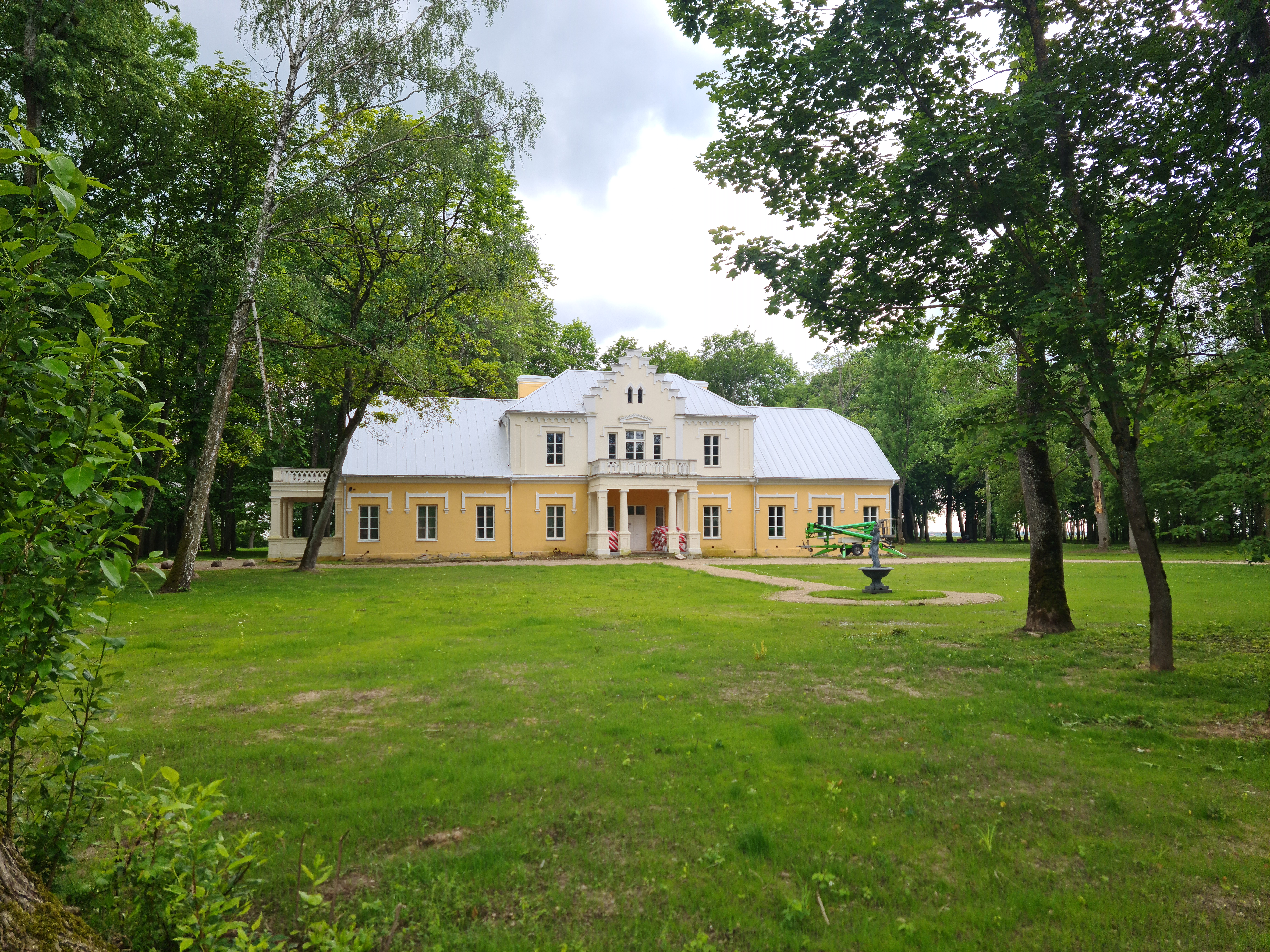
Имение Колноберже, в котором Столыпин провёл детство. 2024 г.

Когда пришло время определять детей в гимназию, Аркадий Дмитриевич купил дом в соседней Вильне. Двухэтажный дом с большим садом располагался на Стефановской улице (ныне — улица Шв. Стяпоно). В 1874 году 12-летний Пётр был зачислен во второй класс Виленской мужской гимназии, где проучился до шестого класса.
В сентябре 1879 года 9-й армейский корпус под командованием отца был возвращён из Болгарии в город Орёл. Пётр и его младший брат Александр были переведены в Орловскую мужскую гимназию. Петра зачислили в седьмой класс. По словам Б. Фёдорова, он «выделялся среди гимназистов рассудительностью и характером».
3 июня 1881 года 19-летний Пётр окончил Орловскую гимназию и получил аттестат зрелости. Он уехал в Санкт-Петербург, где 31 августа поступил на естественное отделение (специальность — агрономия) физико-математического факультета Санкт-Петербургского Императорского университета. Во время обучения Столыпина одним из преподавателей университета был знаменитый русский учёный Д. И. Менделеев. Он принимал у него экзамен по химии и поставил «отлично»:20—24.
Женился 22-летний Пётр в 1884 году студентом, что для того времени было весьма не типично. За невестой имелось солиднейшее приданое: родовое имение семьи Нейдгардт — 4845 десятин в Чистопольском уезде Казанской губернии (сам П. А. Столыпин на 1907 год имел родовые имения 835 десятин в Ковенской и 950 — в Пензенской губерниях, а также приобретённое имение в 320 десятин в Нижегородской губернии).
Женитьба Столыпина была связана с трагическими обстоятельствами. На дуэли с князем Шаховским погиб старший брат Михаил. Существует предание, что впоследствии сам Столыпин также стрелялся с убийцей брата. Во время дуэли он был ранен в правую руку, которая после этого плохо функционировала, что часто отмечали современники. Михаил был помолвлен с фрейлиной императрицы Марии Фёдоровны Ольгой Борисовной Нейдгардт (праправнучка Суворова). Существует предание, что на смертном одре брат положил руку Петра на руку своей невесты. Через некоторое время Столыпин просил её руки у отца Ольги Борисовны, указав при этом на свой недостаток — «молодость». Будущий тесть (действительный тайный советник, чин II класса), улыбнувшись, ответил, что «молодость — это тот недостаток, который исправляется каждый день»20—24. Брак оказался очень счастливым. У четы Столыпиных родились пять дочерей и один сын. В 1885 году в Санкт-Петербурге родилась старшая дочь Мария (1885—1985). Свидетельств в воспоминаниях современников о каких-либо скандалах или изменах в семье Столыпина нет.
По разным источникам, свою государственную службу молодой Столыпин начал в Министерстве государственных имуществ. Однако, согласно «Формулярному списку о службе Саратовского Губернатора» 27 октября 1884 года, ещё студентом, он был зачислен на службу в Министерство внутренних дел.
Согласно тому же документу, 7 октября 1885 года Советом Императорского Санкт-Петербургского университета Столыпин «утверждается кандидатом физико-математического факультета», что давало ему сразу более высокий служебный чин, соответствовало получению учёной степени и окончанию университетского образования.
На последнем курсе обучения им была подготовлена выпускная работа экономико-статистической тематики — «Табак (табачные культуры в Южной России)».
Следующая запись формулярного списка подтверждает, что 5 февраля 1886 года Столыпин «согласно прошению переведён на службу в число чиновников, причисленных к Департаменту земледелия и сельской промышленности» Министерства государственных имуществ.
Документы, относящиеся к начальному периоду службы П. А. Столыпина, в государственных архивах не сохранились.
При этом, согласно записям в вышеупомянутом формулярном списке, молодой чиновник делал блестящую карьеру. В день окончания обучения, 7 октября 1885 года, он был пожалован чином коллежского секретаря, что соответствовало X классу Табели о рангах (обычно выпускники университета определялись на службу с чином XIV и очень редко XII класса); 26 января 1887 года он становится помощником столоначальника Департамента земледелия и сельской промышленности. Менее чем через год (1 января 1888 года) Столыпин (с отступлением от карьерных соответствий и правил) был «пожалован в звание камер-юнкера Двора Его Императорского Величества». 7 октября 1888 года, ровно через три года после получения первого карьерного чина, П. А. Столыпин был произведён в титулярные советники (IX класс).
Через пять месяцев у Столыпина — очередной карьерный взлёт: он перешёл на службу в Министерство внутренних дел и 18 марта 1889 года назначен ковенским уездным предводителем дворянства и председателем Ковенского суда мировых посредников (на должность V класса государственной службы, на четыре ранга выше только что ему присвоенного чина титулярного советника).

### Служба в Ковно

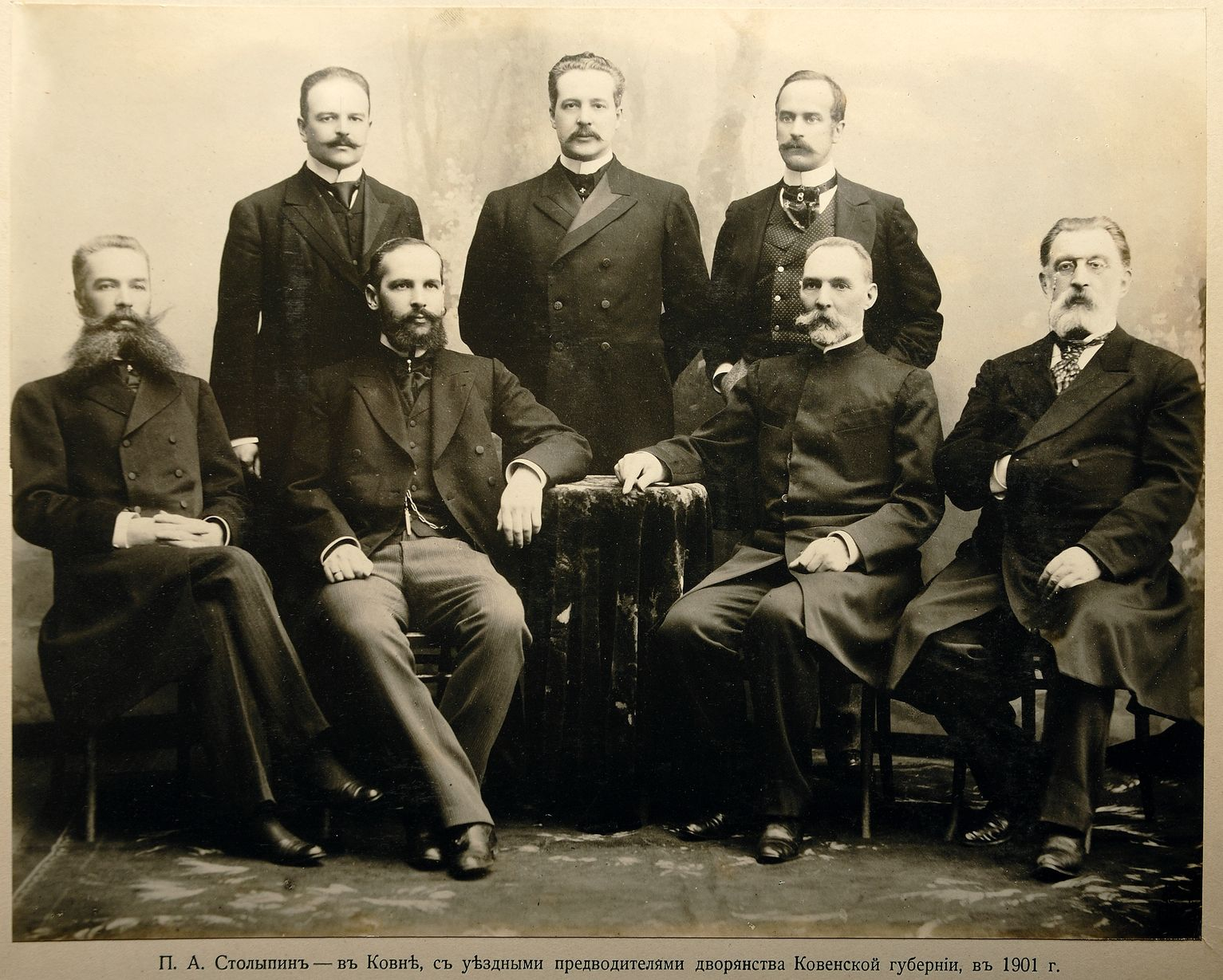
Столыпин в Ковно (второй слева в первом ряду) с уездными предводителями дворянства

Столыпин провёл на службе в Ковно около 13 лет — с 1889 по 1902 год. Этот период его жизни, по свидетельству дочери Марии, был самым спокойным.
По приезде в Ковно молодой уездный предводитель дворянства с головой окунулся в дела края. Предметом его особой заботы являлось Сельскохозяйственное общество, которое, по сути, взяло под контроль и опеку всю местную хозяйственную жизнь. Главными задачами Общества были просвещение крестьян и увеличение производительности их хозяйств. Основное внимание уделялось внедрению передовых методов хозяйствования и новых сортов зерновых культур. Во время службы предводителем дворянства Столыпин близко познакомился с местными нуждами, получил административный опыт.
Усердие на службе было отмечено новыми чинами и наградами. В 1890 году он был назначен почётным мировым судьёй, в 1891 произведён в коллежские асессоры, в 1893 награждён первым орденом Св. Анны, в 1895 году произведён в надворные советники, в 1896 году получил придворное звание камергера, в 1899 году произведён в коллежские, а в 1901 году — в статские советники.
Кроме дел уезда, Столыпин занимался своим имением в Колноберже, где изучал земледелие и проблемы крестьянства.
В Ковно у Столыпиных родились четыре дочери — Наталья (1889—1949), Елена (1893—1985), Ольга (1895—1920), Александра (1897—1987) и сын Аркадий (1903—1990).

### Гродненский губернатор

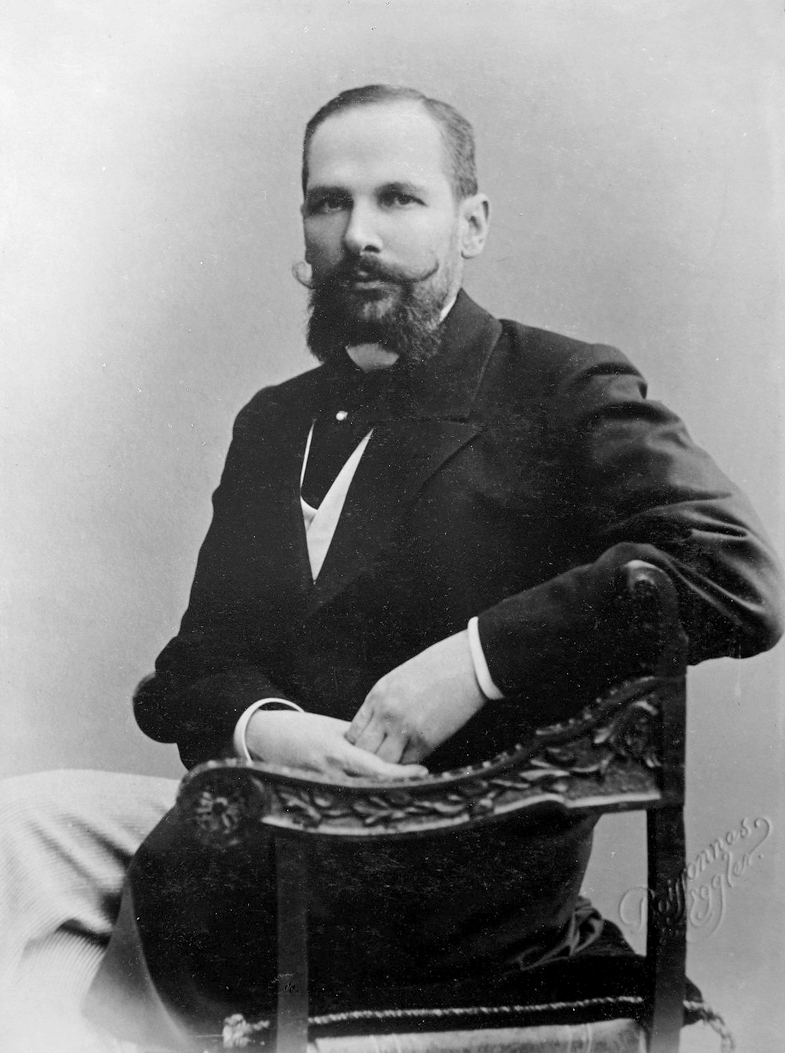
Гродненский губернатор Столыпин в 1902 году

В середине мая 1902 года П. А. Столыпин вывез свою семью с самыми ближайшими домочадцами «на воды» в небольшой немецкий город Бад-Эльстер:59. В своих воспоминаниях старшая дочь Мария описывает это время, как одно из самых счастливых в жизни семьи Столыпиных. Она отметила также, что прописанные немецкими врачами грязевые ванны для больной правой руки отца стали давать — к радости всей семьи — положительные результаты:110—113.
Спустя десять дней семейная идиллия неожиданно завершилась. От министра внутренних дел В. К. фон Плеве, сменившего убитого революционерами Д. С. Сипягина, пришла телеграмма с требованием явиться в Петербург. Через три дня причина вызова стала известной — П. А. Столыпин 30 мая 1902 года был неожиданно назначен гродненским губернатором. Инициатива при этом исходила от Плеве, который взял курс на замещение губернаторских должностей местными землевладельцами.
21 июня Столыпин прибыл в Гродно и приступил к исполнению обязанностей губернатора. В управлении губернии были некоторые особенности: губернатор был подконтролен виленскому генерал-губернатору; губернский центр Гродно был меньше двух уездных городов — Белостока и Брест-Литовска; национальный состав губернии был неоднороден (в больших городах преобладали евреи; дворянство, в основном, было представлено поляками, а крестьянство — белорусами).

Столыпин (второй справа в первом ряду) с сослуживцами в Гродно

По инициативе Столыпина в Гродно были открыты еврейское двухклассное народное училище, ремесленное училище, а также женское приходское училище особого типа, в котором, кроме общих предметов, преподавались рисование, черчение и рукоделие.
На второй день работы он закрыл Польский клуб, где господствовали «повстанческие настроения».
Освоившись в должности губернатора, Столыпин начал проводить реформы, которые включали расселение крестьян на хутора, ликвидацию чересполосицы, внедрение искусственных удобрений, улучшенных сельскохозяйственных орудий, многопольных севооборотов, мелиорации, развитие кооперации, сельскохозяйственное образование крестьян.
Проводимые нововведения вызывали критику крупных землевладельцев. На одном из заседаний князь Святополк-Четвертинский заявил, что «нам нужна рабочая сила человека, нужен физический труд и способность к нему, а не образование. Образование должно быть доступно обеспеченным классам, но не массе…». Столыпин дал резкую отповедь:
Бояться грамоты и просвещения, бояться света нельзя. Образование народа, правильно и разумно поставленное, никогда не приведёт к анархии…

### Саратовский губернатор
Служба в Гродно вполне удовлетворяла Столыпина. Однако вскоре министр внутренних дел Плеве вновь сделал предложение Столыпину занять в 1904 году должность губернатора Саратовской губернии. Столыпин не хотел переезжать в Саратов. Плеве заявил: «Меня Ваши личные и семейные обстоятельства не интересуют, и они не могут быть приняты во внимание. Я считаю Вас подходящим для такой трудной губернии и ожидаю от Вас каких-либо деловых соображений, но не взвешивания семейных интересов».
Саратовщина не была незнакомой Столыпину: в губернии находились родовые земли Столыпиных. Двоюродный дед Петра Аркадьевича, Афанасий Столыпин, был саратовским предводителем дворянства, а его дочь Марья была замужем за князем В. А. Щербатовым, саратовским губернатором в 1860-х годах. На реке Алае находится село Столыпино, при котором — «опытный хутор» А. Д. Столыпина с развитым культурным хозяйством.

Столыпин в 1904 году

Назначение Столыпина саратовским губернатором было повышением по службе и свидетельствовало о признании его заслуг на различных должностях в Ковно и Гродно. Ко времени его назначения губернатором Саратовская губерния считалась зажиточной и богатой. В Саратове проживало 150 тысяч жителей, имелась развитая промышленность — в городе насчитывалось 150 заводов и фабрик, 11 банков, 16 тысяч домов, почти 3 тысячи магазинов и лавок. Кроме этого, в состав Саратовской губернии входили крупные города — Царицын (ныне — Волгоград) и Камышин, несколько линий Рязано-Уральской железной дороги.
Начало русско-японской войны Столыпин воспринял критично. Согласно воспоминаниям дочери, в кругу семьи он сказал:
Как может мужик идти радостно в бой, защищая какую-то арендованную землю в неведомых ему краях? Грустна и тяжела война, не скрашенная жертвенным порывом:129.
После поражения в войне с Японией Российскую империю захлестнули революционные события. При наведении порядка Столыпин проявлял редкое мужество и бесстрашие, что отмечают свидетели того времени:150, 110—113. Он безоружным и без какой-либо охраны входил в центр бушевавшей толпы. Это так действовало на народ, что страсти сами собой утихали.
Современник Столыпина В. Б. Лопухин так описывает один из эпизодов революционных событий того времени:

Достаточно известен эпизод, когда Столыпин в относительно скромной роли саратовского губернатора в ту пору, когда губернаторов расстреливали, как куропаток, врезывается в бунтующую толпу. На него наступает человек с явно агрессивными намерениями, с убийством во взгляде. Столыпин бросает ему на руки снятое с плеч форменное пальто с приказанием, отданном так, как умеет повелевать одно только уверенное в себе бесстрашие: «Держи». Ошеломлённый презумптивный «убийца» машинально подхватывает губернаторское пальто. Его руки заняты. Он парализован. И уже мыслью далёк от кровавой расправы. Столыпин спокойно держит речь загипнотизированной его мужеством толпе. И он и она мирно расходятся.

Столыпин принимает рапорт у волостного старшины

После «резни в Малиновке», во время которой погибло 42 человека, в Саратов направляют генерал-адъютанта В. В. Сахарова. Сахаров остановился в доме Столыпина. Пришедшая под видом посетительницы эсерка А. А. Биценко застрелила его. Эпизод, произошедший в Балашовском уезде, когда врачам-земцам грозила опасность со стороны осаждавших их черносотенцев, стал особо известен. На выручку к осаждённым прибыл сам губернатор и вывел их под эскортом казаков. При этом толпа забросала земцев камнями, одним из которых был задет и Столыпин.
Благодаря энергичным действиям Столыпина жизнь в Саратовской губернии постепенно успокаивалась. Действия молодого губернатора были замечены Николаем II, который дважды выразил ему личную благодарность за проявленное усердие.
Во второй половине апреля 1906 г. Столыпина вызвали в Царское Село телеграммой за подписью императора. Встретив его, Николай II сказал, что пристально следил за действиями в Саратове и, считая их исключительно выдающимися, назначает его министром внутренних дел.
Переживший революцию и четыре покушения, Столыпин пытался отказаться от должности. Двое из его предшественников на этом посту — Сипягин и Плеве — были убиты в 1902 и 1904 годах революционерами. О страхе и нежелании многих чиновников занимать ответственные посты, боясь покушений, неоднократно в своих мемуарах указывал первый председатель Совета министров Российской империи Витте.

На это государь ответил:
— Пётр Аркадьевич, я вас очень прошу принять этот пост.
— Ваше величество, не могу, это было бы против моей совести.
— Тогда я вам это приказываю.
Моему отцу ничего не оставалось, как преклониться перед выраженной в такой форме волей своего государя, и он вернулся в Саратов лишь на очень короткое время, чтобы сдать дела губернии:160.

### Министр внутренних дел
Министр внутренних дел являлся первым среди других министров Российской империи по своей роли и масштабу деятельности. В его ведении были:
- управление делами почты и телеграфа
- государственная полиция
- тюрьмы, ссылка
- губернские и уездные администрации
- взаимодействие с земствами
- продовольственное дело (обеспечение населения продовольствием при неурожае)
- пожарная часть
- страхование
- медицина
- ветеринария
- местные суды и др.[35]

Начало работы П. А. Столыпина на новом посту совпало с началом деятельности I Государственной думы, которая была в основном представлена левыми, с самого начала пребывания в Думе взявшими курс на конфронтацию с властью:156. Советский историк Арон Аврех отмечал, что Столыпин оказался хорошим оратором, а некоторые его фразы становились крылатыми. Всего на посту министра внутренних дел Столыпин выступал перед депутатами I Государственной думы трижды. При этом все три раза его речи сопровождались шумом, криками и выкриками с мест: «Довольно!», «Долой!», «Отставка!».

Столыпин изначально дал понять, что «надлежит справедливо и твёрдо охранять порядок в России». Отвечая на упрёки о несовершенстве законов и, соответственно, невозможности их правильного применения, он произнёс фразу, которая получила широкую известность 

Нельзя сказать часовому: у тебя старое кремнёвое ружьё; употребляя его, ты можешь ранить себя и посторонних; брось ружьё. На это честный часовой ответит: покуда я на посту, покуда мне не дали нового ружья, я буду стараться умело действовать старым.

О революционности Думы говорит её отказ принять к требованию общей политической амнистии поправку депутата М. А. Стаховича, осуждавшую одновременно и политические крайности, в том числе террор против власти. На его доводы о том, что на 90 казнённых за последние месяцы приходится 288 убитых и 388 раненых представителей власти, большей частью простых городовых, — со скамей левых кричали: «Мало!»…:167.
Такое противостояние между исполнительной и законодательной властью создавало трудности для выхода из послевоенного кризиса и революции. Обсуждалась возможность создания правительства с участием оппозиционной партии кадетов, которые имели большинство в Думе. Столыпин, чья популярность и влияние на царя усиливались, встречался с лидером кадетов Милюковым. На высказанные сомнения о том, что кадеты не смогут удержать порядок и противостоять революции, Милюков отвечал:
Этого мы не боимся. Если надо будет, мы поставим гильотины на площадях и будем беспощадно расправляться со всеми, кто ведёт борьбу против, опирающегося на народное доверие, правительства:58.
Последним решением Думы, которое окончательно склонило царя к её роспуску, стало обращение к населению с разъяснениями по аграрному вопросу и заявлением, что она «от принудительного отчуждения частновладельческих земель не отступит». Заодно с Думой было распущено правительство И. Л. Горемыкина.

### Председатель Совета министров

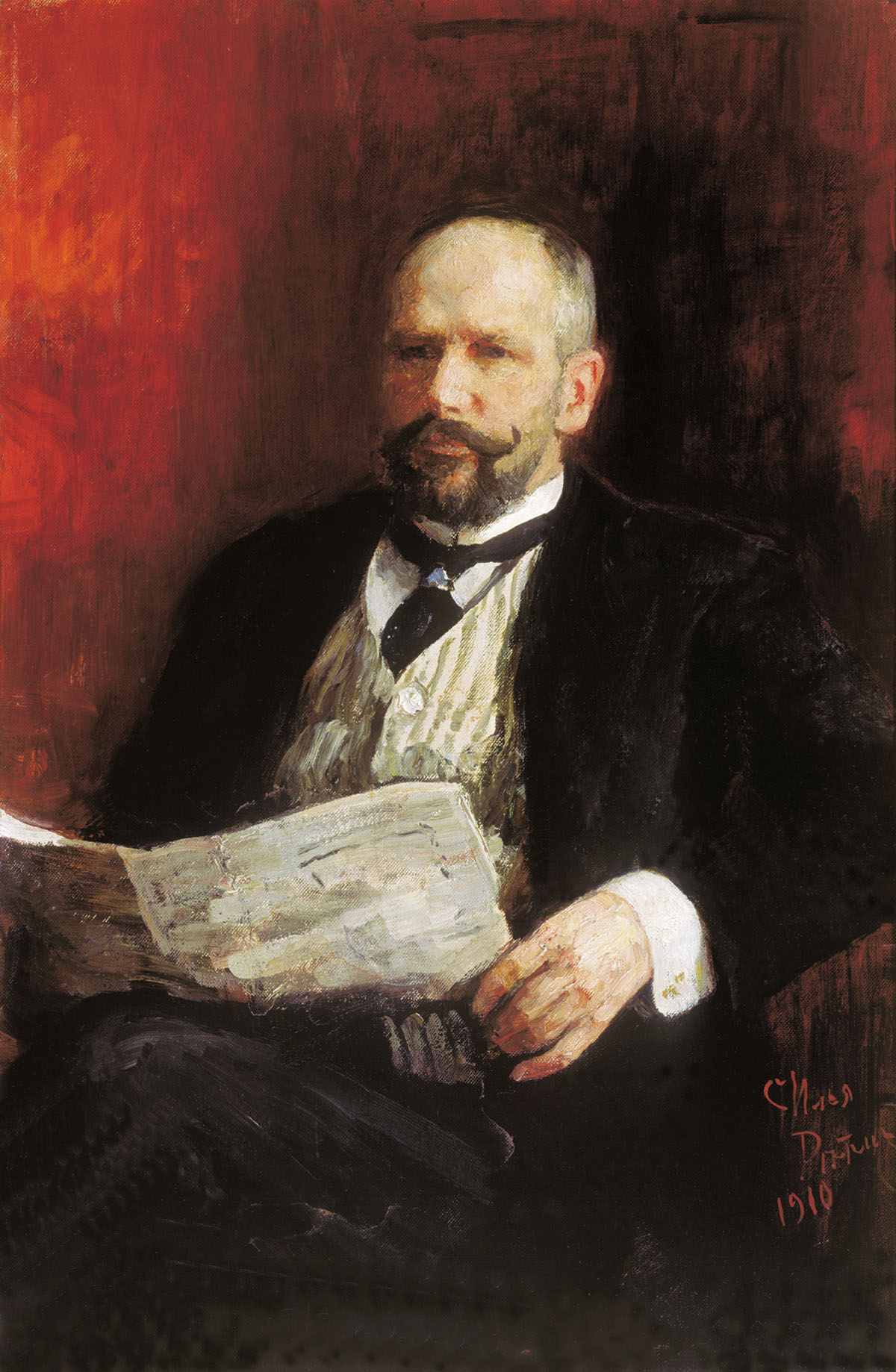
П. А. Столыпин. Портрет работы И. Репина (1910)

8 июля 1906 года Первая Государственная дума была распущена императором. Столыпин заменил И. Л. Горемыкина на посту председателя Совета министров с сохранением должности министра внутренних дел.
Сразу же после назначения Столыпин начал переговоры о приглашении в новый кабинет популярных парламентских и общественных деятелей, принадлежавших к Конституционно-демократической партии и «Союзу 17 октября». Министерские посты первоначально предлагались Д. Н. Шипову, кн. Г. Е. Львову, гр. П. А. Гейдену, Н. Н. Львову, А. И. Гучкову; в ходе дальнейших переговоров также рассматривались кандидатуры А. Ф. Кони и кн. Е. Н. Трубецкого. Общественные деятели, уверенные, что будущая II Дума сможет принудить правительство к созданию ответственного перед Думой кабинета, имели мало заинтересованности в деятельности в качестве коронных министров в смешанном общественно-чиновничьем кабинете; возможность вхождения в правительство они обставляли такими условиями, которые заведомо не могли быть приняты Столыпиным. К концу июля переговоры полностью провалились. Поскольку это была уже третья неудачная попытка привлечения общественных деятелей в правительство (первая попытка была сделана гр. С. Ю. Витте в октябре 1905 года, сразу после издания Октябрьского манифеста, вторая — самим Столыпиным в июне 1906 года, перед роспуском I Думы), Столыпин в результате полностью разочаровался в идее общественного кабинета и в дальнейшем возглавлял правительство чисто бюрократического состава.
При вступлении в должность председателя Совета министров Столыпин настоял на отставке главноуправляющего землеустройством и земледелием А. С. Стишинского и обер-прокурора Святейшего синода кн. А. А. Ширинского-Шихматова, при сохранении всего остального состава предшествующего кабинета И. Л. Горемыкина.
На посту председателя Совета министров Столыпин действовал весьма энергично. Его запомнили как блестящего оратора, многие фразы из речей которого стали крылатыми, человека, справившегося с революцией, реформатора, бесстрашного человека, на которого было совершено несколько покушений. На должности председателя Совета министров в чине гофмейстера Столыпин оставался вплоть до своей смерти, последовавшей вследствие покушения в сентябре 1911 года.

#### Роспуск II Думы. Новая избирательная система. III Дума

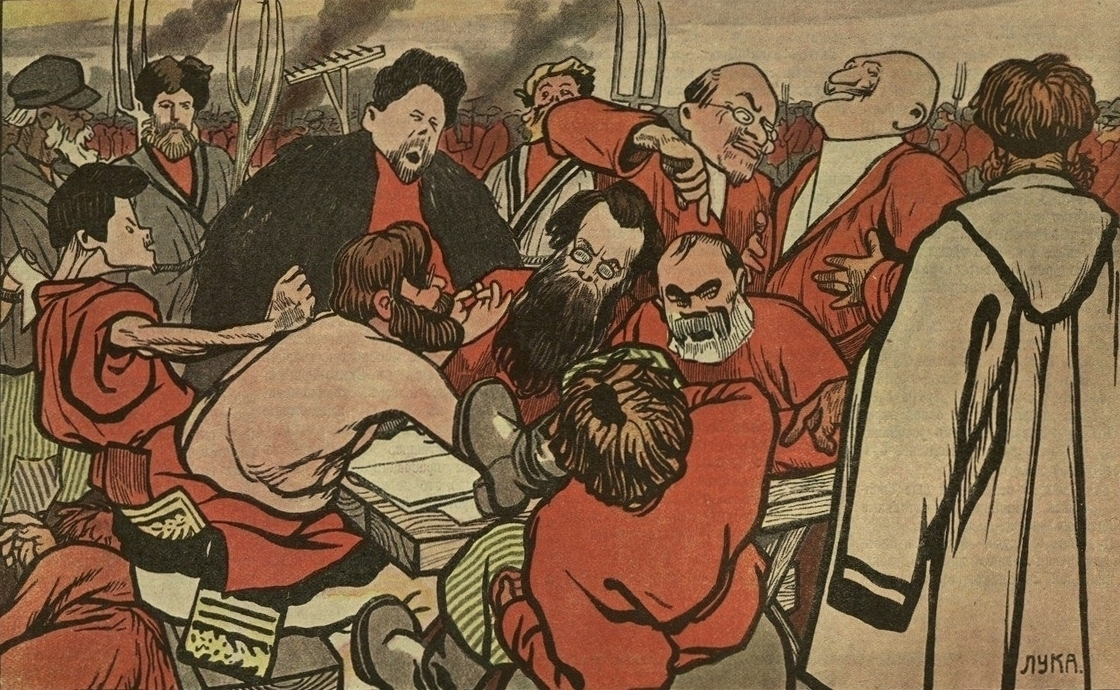
Карикатура «Головин пишет ответ Столыпину»

Отношения Столыпина со II Государственной думой были весьма напряжёнными. В законодательный орган власти входило более сотни представителей партий, которые напрямую выступали за свержение существовавшего строя, — РСДРП (впоследствии разделившейся на большевиков и меньшевиков) и эсеры, чьи представители неоднократно устраивали покушения и убийства высших должностных лиц Российской империи. Польские депутаты выступали за выделение Польши из Российской империи в отдельное государство. Две самые многочисленные фракции кадетов и трудовиков ратовали за принудительное отчуждение земель у помещиков с последующей передачей крестьянам.
Члены партий, ратовавших за смену государственного устройства, попав в Государственную думу, продолжали заниматься революционной деятельностью, о чём вскоре стало известно полиции, руководителем которой являлся Столыпин. 7 мая 1907 года он обнародовал в Думе «Правительственное сообщение о заговоре», обнаруженном в столице и ставившем своей целью совершение террористических актов против императора, великого князя Николая Николаевича и против него самого:

В феврале текущего года отделение по охранению общественного порядка и безопасности в Петербурге получило сведение о том, что в столице образовалось преступное сообщество, поставившее ближайшей целью своей деятельности совершение ряда террористических актов. […] В настоящее время предварительным следствием установлено, что из числа задержанных лиц значительное число изобличается в том, что они вступили в образовавшееся в составе партии социалистов-революционеров сообщество, поставившее целью своей деятельности посягательство на священную особу Государя Императора и совершение террористических актов, направленных против Великого Князя Николая Николаевича и председателя Совета Министров […] В квартире оказались, действительно, члены Государственной думы.

Правительство предъявило Думе ультиматум, требуя снять депутатскую неприкосновенность с предполагаемых участников заговора, предоставив Думе кратчайший срок для ответа. После того, как Дума не согласилась на условия правительства немедленно и перешла к процедуре обсуждения требований, царь, не дожидаясь окончательного ответа, 3 июня распустил Думу. Акт 3 июня формально нарушал «манифест 17 октября» и Основные законы 1906 года, в связи с чем противниками правительства был назван «третьеиюньским переворотом».
Так как сведения об участии депутатов в составлении так называемого «солдатского наказа» — революционного воззвания, обращённого от лица солдат к социал-демократической фракции Думы — были получены от информатора Департамента полиции Шорниковой, которая сама принимала участие в написании этого документа, суть произошедших событий остаётся неясной. Историки советского периода, вслед за левой частью Думы, были убеждены в том, что вся история от начала до конца являлась полицейской провокацией, предпринятой по инициативе Столыпина. В то же время, активисты революционных партий не нуждались в провокациях для ведения противоправительственной деятельности, так что полностью вероятен и вариант, при котором агент полиции выполнил просто функции информатора. Во всяком случае, уже после смерти Столыпина, правительство всеми силами старалось скрыть следы участия информатора полиции в инциденте.
Следующим шагом стало изменение избирательной системы. Как писал Витте,
Я и в то время не понимал: почему правительство делает вторую пробу с Государственной думой, собирая её на основании существовавшего выборного закона, […] так как для меня было ясно, что сущность думских воззрений второй Государственной Думы будет такая же, как и первой, и, если бы по тому же закону продолжали выбирать и последующие Думы, то сущность последующих Дум была бы та же самая, как и предыдущих.
Новая избирательная система, которая использовалась при выборах в Государственные думы III и IV созывов, увеличила представительство в Думе землевладельцев и состоятельных горожан, а также русского населения по отношению к национальным меньшинствам, что привело к формированию в III и IV Думах проправительственного большинства. Большинство в новоизбранной III Думе составили «октябристы», получившие 154 мандата. Находящиеся в центре «октябристы» обеспечивали Столыпину принятие законопроектов, вступая в коалицию по тем или иным вопросам либо с правыми, либо с левыми членами парламента. В то же время, тесными личными связями со Столыпиным (по мнению многих современников — его прямым покровительством) отличалась менее многочисленная партия Всероссийский национальный союз (ВНС), лидировавшая в думской национальной фракции, занимавшей промежуточное положение между октябристами и правой фракцией.
По свидетельству современника, III Дума явилась «созданием Столыпина». Взаимоотношения Столыпина с III Думой представляли собой сложный взаимный компромисс. Хотя заведомо проправительственные партии (октябристы и националисты) составляли большинство, эти партии не были марионеточными; сотрудничество с ними требовало определённых уступок со стороны правительства. В целом, Столыпин был вынужден обменять общую поддержку правительственного курса парламентом на предоставление дружественным партиям возможности проявить себя: затягивать обсуждение важных законопроектов на долгие годы, вносить многочисленные, но малосущественные изменения и т. п. Самый негативный результат дал тлеющий конфликт Думы и Государственного Совета — большинство Думы намеренно редактировало наиболее важные законы таким образом, что более консервативный Госсовет их затем отклонял. Общая политическая ситуация в Думе оказалась такова, что правительство боялось вносить в Думу все законы, связанные с гражданским и религиозным равноправием (в особенности с правовым положением евреев), поскольку горячее обсуждение подобных тем могло вынудить правительство распустить Думу. Столыпин не смог достичь взаимопонимания с Думой по принципиально важному вопросу о реформе местного управления, весь пакет правительственных законопроектов по данной теме застрял в парламенте навсегда. В то же время, правительственные проекты бюджета всегда находили поддержку Думы.
Столыпина критикуют за то, что кроме дел государственной важности, он наполнял Думу «законодательной жвачкой», и это лишало представителей законодательного собрания инициативы. В обоснование приводятся названия некоторых вопросов, которые обсуждались на заседаниях:
- «О порядке исчисления 2 % пенсионных вычетов при зачёте служащим в мужском и женском училищах при евангелическо-лютеранской церкви св. Петра и Павла в Москве в срок выслуги на пенсию прежней до издания закона 2 февраля 1904 г. службы их в упомянутых училищах в случае невозможности точного выяснения размера содержания, полученного за вычитаемое время»
- «Об учреждении при Эриванской учительской семинарии 20 стипендий для воспитанников-татар, с отпуском из казны по 2600 р. в год, о дополнительном ассигновании по 140 р. в год на вознаграждение учителя пения при названной семинарии и преобразовании одноклассного начального училища при сей семинарии в двухклассный состав и дополнительном ассигновании на его содержание по 930 р. в год»
- «Об освобождении от воинской повинности калевицкого духовенства бошинского хурула Донской области»[50]

Одним из важных шагов Столыпина, направленных на повышение качества законотворческой работы, был созыв Совета по делам местного хозяйства, созданного ещё в 1904 году по инициативе министра внутренних дел Плеве. В ходе четырёх сессий (1908—1910) в Совете, названном молвой «Преддумьем», представители общественности, земств и городов вместе с чиновниками правительства обсуждали широкий круг законопроектов, которые правительство готовилось вносить в Думу. На наиболее важных обсуждениях председательствовал сам Столыпин.

#### Закон о военно-полевых судах
Закон о военно-полевых судах был издан в условиях революционного террора в Российской империи. В течение 1905—1907 годов были осуществлены десятки тысяч террористических актов, в результате которых погибло более девяти тысяч человек. Среди них были как высшие должностные лица государства, так и простые городовые. Часто жертвами становились случайные люди.
Во время революционных событий 1905—1907 годов Столыпин лично столкнулся с актами революционного террора. В него стреляли, бросали бомбу, направляли в грудь револьвер. В описываемое время революционеры приговорили к смерти путём отравления единственного сына Столыпина, которому было всего два года.
Среди погибших от революционного террора были друзья и ближайшие знакомые Столыпина. К последним следует отнести, в первую очередь, В. Плеве и В. Сахарова; и в том, и в другом случае убийцам удалось избежать смертной казни вследствие судебных проволочек, адвокатских уловок и гуманности общества.
Взрыв на Аптекарском острове 12 августа 1906 года унёс жизни нескольких десятков людей, которые случайно оказались в особняке Столыпина. Пострадали и двое детей Столыпина — Наталья и Аркадий. В момент взрыва они вместе с няней находились на балконе и были выброшены взрывной волной на мостовую. У Натальи были раздроблены кости ног и несколько лет она не могла ходить, ранения Аркадия оказались нетяжёлыми:185—189, няня сына Столыпина погибла.
19 августа 1906 года в качестве «меры исключительной охраны государственного порядка» был принят «Закон о военно-полевых судах», который в губерниях, переведённых на военное положение или положение чрезвычайной охраны, временно вводил особые суды из офицеров, ведавших только делами, где преступление было очевидным (убийство, разбой, грабёж, нападения на военных, полицейских и должностных лиц). Предание суду происходило в течение суток после совершения преступления. Разбор дела мог длиться не более двух суток, приговор приводился в исполнение в 24 часа. Введение военно-полевых судов было вызвано тем, что военные суды (постоянно действующие), на тот момент разбиравшие дела о революционном терроре и тяжких преступлениях в губерниях, объявленных на исключительном положении, проявляли, по мнению правительства, чрезмерную мягкость и затягивали рассмотрение дел. В то время как в военных судах дела рассматривались при обвиняемых, которые могли пользоваться услугами защитников и представлять своих свидетелей, в военно-полевых судах обвиняемые были лишены всех прав.
В своей речи от 13 марта 1907 года перед депутатами II Думы председатель Совета министров так обосновывал необходимость действия этого закона:
Государство может, государство обязано, когда оно находится в опасности, принимать самые строгие, самые исключительные законы, чтобы оградить себя от распада.
Бывают, господа, роковые моменты в жизни государства, когда государственная необходимость стоит выше права и когда надлежит выбирать между целостью теорий и целостью отечества.
Подавление революции сопровождалось казнями отдельных её участников по обвинению в бунте, терроризме и поджогах помещичьих усадеб. За восемь месяцев своего существования (закон о военно-полевых судах не был внесён правительством на утверждение в III Думу и автоматически потерял силу 20 апреля 1907 года; в дальнейшем рассмотрение дел о тягчайших преступлениях передавалось в военно-окружные суды, в которых соблюдались процессуальные нормы производства) военно-полевые суды вынесли 1102 смертных приговора, но казнено было 683 человека. Всего за 1906—1911 год военно-полевыми и военно-окружными судами по так называемым «политическим преступлениям» было вынесено 5735 смертных приговоров, из которых 3741 был приведён в исполнение. К каторжным работам приговорено 66 тысяч человек. В основном казни приводились в исполнение через повешение. Давая оценку действиям военно-полевых судов, Николай II отмечал: «Полевой суд действует по всей строгости закона. Это больно и тяжело, но верно, что и горю и сраму нашему, лишь казнь немногих предотвратит море крови и уже предотвратила».
Масштаб репрессий стал беспрецедентным для российской истории — ведь за предыдущие 80 лет (с 1825 по 1905 год) государство по политическим преступлениям вынесло 625 смертных приговоров, из которых 191 был приведён в исполнение. Впоследствии Столыпина резко осуждали за столь жёсткие меры. Смертная казнь у многих вызывала неприятие, и её применение напрямую стали связывать с политикой, проводимой Столыпиным. В обиход вошли термины «скорострельная юстиция» и «столыпинская реакция». В частности, один из видных кадетов Ф. И. Родичев во время выступления в запальчивости допустил оскорбительное выражение «столыпинский галстук», как аналогию с выражением Пуришкевича «муравьёвский воротник» (подавивший польское восстание 1863 года М. Н. Муравьёв-Виленский получил у оппозиционно настроенной части русского общества прозвище «Муравьёв-вешатель»). Председатель Совета министров, находившийся в тот момент на заседании, потребовал от Родичева «удовлетворения», то есть вызвал его на дуэль. Подавленный критикой депутатов Родичев публично принёс свои извинения, которые были приняты. Несмотря на это, выражение «столыпинский галстук» стало крылатым. Под этими словами подразумевалась петля виселицы.
Лев Толстой в статье «Не могу молчать!» выступил против военно-полевых судов и соответственно политики правительства:
Ужаснее же всего в этом то, что все эти бесчеловечные насилия и убийства, кроме того прямого зла, которое они причиняют жертвам насилий и их семьям, причиняют ещё большее, величайшее зло всему народу, разнося быстро распространяющееся, как пожар по сухой соломе, развращение всех сословий русского народа. Распространяется же это развращение особенно быстро среди простого, рабочего народа потому, что все эти преступления, превышающие в сотни раз всё то, что делалось и делается простыми ворами и разбойниками и всеми революционерами вместе, совершаются под видом чего-то нужного, хорошего, необходимого, не только оправдываемого, но поддерживаемого разными, нераздельными в понятиях народа с справедливостью и даже святостью учреждениями: сенат, синод, дума, церковь, царь.
Л. Н. Толстого поддержали многие известные люди того времени, в частности Леонид Андреев, Александр Блок и Илья Репин. Журнал «Вестник Европы» напечатал сочувственный отклик «Лев Толстой и его „Не могу молчать“».
В итоге, вследствие принятых мер, революционный террор был подавлен, перестал носить массовый характер, проявляясь лишь единичными спорадическими актами насилия.

#### Финляндский вопрос
Во время премьерства Столыпина Великое княжество Финляндское являлось особым регионом Российской империи.
До 1906 года его особый статус подтверждался наличием «конституций» — шведских законов периода правления Густава III («Форма правления» от 21 августа 1772 года и «Акт соединения и безопасности» от 21 февраля и 3 апреля 1789 года), которые действовали в Финляндии до вхождения в состав Российской империи. Великое княжество Финляндское обладало собственным законодательным органом — четырёхсословным сеймом, широкой автономией от центральной власти.
7 (20) июля 1906 года, за день до роспуска Первой Государственной думы и назначения Столыпина председателем Совета министров, Николай II утвердил принятый сеймом новый сеймовый устав (фактически, конституцию), предусматривавший упразднение устаревшего сословного сейма и введение в Великом княжестве однопалатного парламента (также по традиции именовавшегося сеймом — ныне Эдускунта), избираемого на основе всеобщего равного избирательного права всеми гражданами старше 24 лет.
Пётр Столыпин за время своего премьерства четыре раза выступал с речами относительно Великого княжества. В них он указывал на неприемлемость некоторых особенностей власти в Финляндии. В частности, он подчёркивал, что несогласованность и неподконтрольность многих финских учреждений верховной власти приводит к неприемлемым для единой страны результатам:
Ввиду этого революционеры, перешедшие границу, находили себе в Финляндии, на территории русской империи, самое надёжное убежище, гораздо более надёжное, чем в соседних государствах, которые с большой охотой приходят в пределах конвенций и закона на помощь нашей русской полиции. (5 мая 1908 года)
В 1908 году он добился того, чтобы финляндские дела, затрагивающие российские интересы, рассматривались в Совете министров.
17 июня 1910 года Николай II утвердил разработанный правительством Столыпина закон «О порядке издания касающихся Финляндии законов и постановлений общегосударственного значения», которым значительно урезалась финляндская автономия и усиливалась роль центральной власти в Финляндии.
По утверждению финского историка Тимо Вихавайнена, последними словами Столыпина были «Главное… Чтобы Финляндия…» — по-видимому, он имел в виду необходимость уничтожить гнёзда революционеров на территории Финляндии.

#### Национальная политика
20 января 1910 года Столыпин издал циркуляр, который предписывал прекращать регистрацию «инородческих» обществ, образовывавшихся по принципу «национальных интересов» и закрыть уже существующие подобные общества. Под действие этого циркуляра попали не только украинские, еврейские, немецкие национально-культурные просветительские общества, но и религиозные объединения. Предпосылкой к появлению этого документа стала записка «О польских и малорусских просветительных обществах», написанная в декабре 1909 года общественно-политическим деятелем Сергеем Щёголевым при участии Киевского клуба русских националистов. В январе 1910 года киевский губернатор Алексей Гирс лично отвёз записку в столицу Российской империи.

#### Еврейский вопрос

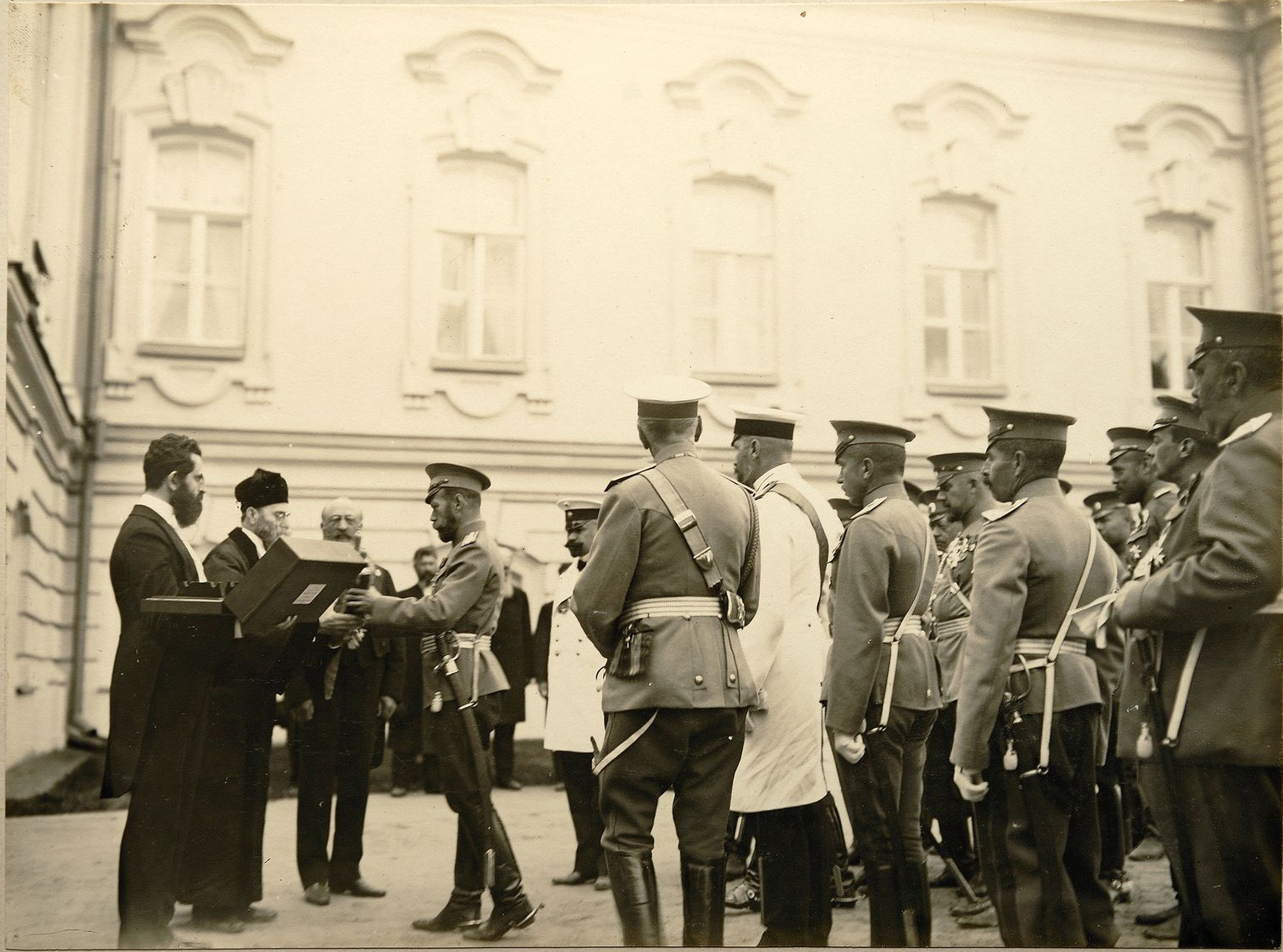
Столыпин (в белом мундире справа) при представлении императору еврейской делегации и поднесении ею Торы. 30 августа 1911 г.

Еврейский вопрос в Российской империи времён Столыпина представлял собой проблему государственной важности. Для евреев существовал целый ряд ограничений. В частности, за пределами так называемой черты оседлости им запрещалось постоянное жительство. Такое неравноправие относительно части населения империи по религиозному признаку приводило к тому, что многие ущемлённые в своих правах молодые люди шли в революционные партии.
С другой стороны, среди консервативно настроенного населения и большой части представителей власти господствовали антисемитские настроения. Во время революционных событий 1905—1907 годов они проявились, в частности, в массовых еврейских погромах и появлении таких т. н. «черносотенных» организаций, как «Союз русского народа» (СРН), Русский народный союз имени Михаила Архангела и других. Черносотенцы отличались крайним антисемитизмом и выступали за ещё большее ущемление евреев в правах. При этом они пользовались большим влиянием в обществе, и среди их членов в различное время находились видные политические деятели и представители духовенства. Правительство Столыпина, в целом, находилось в конфронтации с «Союзом русского народа» (СРН), который не поддерживал и резко критиковал проводимую Столыпиным политику. В то же время имеются данные о выделении СРН и его видным деятелям денежных сумм из десятимиллионного фонда министерства внутренних дел, предназначенного для вербовки осведомителей и других действий, не подлежащих разглашению. О политике Столыпина в отношении черносотенцев показательными являются два документа. Первый из них — письмо одесскому градоначальнику и видному представителю СРН И. Н. Толмачёву, в котором даётся самая лестная оценка данной организации и пожелание сохранять благожелательное отношение к ней в виду её потенциальной полезности. Второй документ — свидетельства того же Толмачёва 1912 года, когда СРН развалился на ряд враждующих организаций.
Меня угнетает мысль о полном развале правых. Столыпин достиг своего, плоды его политики мы пожинаем теперь; все ополчились друг на друга.
Во время службы в Ковно и Гродно Столыпин ознакомился с бытом еврейского населения. Старшая дочь Мария вспоминала:
Во время обеда перед окнами столовой, в хорошую погоду, или в передней, в дождь, играл еврейский оркестр, тоже являвшийся на именины без приглашения. Папа́ любил заказывать музыкантам еврейский танец «майюфес», который они с особенным удовольствием и задором исполняли:77—78.
Во время службы гродненским губернатором по инициативе Столыпина было открыто еврейское двухклассное народное училище.
Когда Столыпин занял высшие посты в Российской империи, то на одном из заседаний Совета министров он поднял еврейский вопрос. Пётр Аркадьевич попросил «откровенно высказаться о том, что сто́ит поставить вопрос об отмене в законодательном порядке некоторых едва ли не излишних ограничений в отношении евреев, которые особенно раздражают еврейское население России и, не внося никакой реальной пользы для русского населения, […] только питают революционное настроение еврейской массы»:206—208. По воспоминаниям министра финансов и преемника Столыпина на посту председателя Совета министров Коковцова, никто из членов совета принципиальных возражений не высказал. Лишь Шванебах отметил, что «нужно быть весьма осторожным в выборе момента для возбуждения еврейского вопроса, так как история учит, что попытки к разрешению этого вопроса приводили только к возбуждению напрасных ожиданий, так как они кончались обыкновенно второстепенными циркулярами»:206—208. Согласно воспоминаниям В. Й. Гурко, после его (В. Й. Гурко) резкого выступления против законопроекта начались прения, обозначившие две противоположные точки зрения. «Столыпин поначалу как будто защищал проект, но затем видимо смутился и сказал, что переносит решение вопроса на другое заседание». На следующем заседании по предложению Столыпина Совет должен был голосованием определить общее мнение по законопроекту, которое должно было быть представлено императору как единогласное мнение правительства. В этом случае Совет министров принимал всю ответственность за решение вопроса на себя, не перекладывая его на главу государства.
Результат получился, однако, совсем неожиданный. Большинство Совета проект одобрило, причём самое любопытное, что в числе меньшинства был Столыпин, сам внёсший проект на обсуждение господ министров, а государь, невзирая на единогласное мнение Совета, не утвердил его, поступив, таким образом, как бы вопреки всему составу правительства и приняв, следовательно, всецело на себя всю ответственность за его неосуществление.

По поводу отклонения этого проекта по Петербургу ходили разные версии. Рассказывали, что тут главную роль сыграл тот самый Юзефович, который был одним из авторов манифеста об укреплении самодержавия; говорили, что сам Столыпин советовал царю его не утверждать. Были и другие версии; какая из них справедлива, я не знаю.
Николаю II был направлен журнал Совета министров, в котором высказывалось мнение и приводился законопроект об отмене черты оседлости для евреев.
10 декабря 1906 года в письме Николай II отверг данный законопроект с мотивировкой: «Внутренний голос всё настойчивее твердит Мне, чтобы я не брал этого решения на себя». В ответ Столыпин, не согласный с решением императора, написал ему о том, что слухи о данном законопроекте уже попали в прессу, и решение Николая вызовет кривотолки в обществе:
Теперь для общества и еврейства вопрос будет стоять так: Совет единогласно высказался за отмену некоторых ограничений, но Государь пожелал сохранить их.
В том же письме он указывал:
Исходя из начал гражданского равноправия, дарованных манифестом 17 октября, евреи имеют законные права домогаться полного равноправия.
В связи с этим премьер советовал Николаю II отправить законопроект в Думу для дальнейшего обсуждения. Царь, последовав совету Столыпина, передал вопрос на рассмотрение в Государственную думу.
Судьба столыпинского законопроекта свидетельствует не в пользу народного представительства: ни II, ни III, ни IV Дума «не нашли времени» его обсудить. Для оппозиционных партий оказалось «полезней» его «замолчать», а «правые» такие послабления изначально не поддерживали.
Со второй половины 1907 года до конца премьерства Столыпина в Российской империи не было еврейских погромов. Столыпин употребил также своё влияние на Николая II на то, чтобы не допустить государственной пропаганды Протоколов сионских мудрецов — опубликованной в начале XX века фальшивки, якобы доказывавшей существование еврейского заговора и получившей широкую популярность среди правых российских кругов.
При этом во время правительства Столыпина были вновь определены процентные нормы студентов-евреев в высших и средних учебных заведениях. Хотя они несколько увеличивали их по сравнению с таким же указом 1889 года, в период революционных событий 1905—1907 годов, предыдущий указ de facto не действовал, и поэтому новый как бы восстанавливал существовавшую несправедливость — набор в высшие и средние учебные заведения был основан не на знаниях, а на национальной принадлежности. В 1910 году П. А. Столыпин лично приветствовал раввинский съезд в Санкт-Петербурге, заявив, что еврейская молодёжь приобрела «ужасную склонность» к участию в революционном движении. Он призвал религиозных лидеров восстановить политическую лояльность среди российского еврейства.
Обнаружение 20 марта 1911 года в Киеве убитого мальчика Андрея Ющинского стало отправным пунктом «дела Бейлиса» и вызвало значительный подъём антисемитских настроений в государстве. Киевское охранное отделение получило приказ Столыпина «собрать подробные сведения по делу об убийстве мальчика Ющинского и сообщить подробно о причинах этого убийства и о виновных в нём». Столыпин не верил в ритуальное убийство и потому желал, чтобы были найдены настоящие преступники. Этот приказ явился последним актом «еврейской политики» Столыпина.
Факты свидетельствуют:206—208:77—78, что Столыпин антисемитом не был, хоть во многих публикациях ему и приклеивают этот ярлык, не приводя при этом веских доказательств. Отсутствуют какие бы то ни было его высказывания, свидетельствующие о наличии у него антисемитских взглядов.

#### Аграрная реформа
Экономическое положение русского крестьянства после крестьянской реформы 1861 года оставалось тяжёлым. Земледельческое население 50 губерний Европейской России, составлявшее в 1860-х годах около 50 миллионов человек, возросло к 1900 году до 86 миллионов, вследствие чего земельные наделы крестьян, составлявшие в 1860-х годах в среднем 4,8 десятин на душу мужского населения, сократились к концу века до среднего размера 2,8 десятин. При этом производительность труда крестьян в Российской империи была крайне низкой.
Причиной низкой производительности крестьянского труда была система сельского хозяйства. Прежде всего, это были устаревшие трёхполье и чересполосица, при которых треть пахотной земли «гуляла» под паром, а крестьянин обрабатывал узкие полоски земли, находившиеся на расстоянии друг от друга. Кроме того, земля не принадлежала крестьянину на правах собственности. Ею распоряжалась община («мир»), которая распределяла её по «душам», по «едокам», по «работникам» или каким-либо иным способом (из 138 млн десятин надельных земель около 115 млн являлись общинными). Только в западных областях крестьянские земли находились во владении своих хозяев. При этом урожайность в этих губерниях была выше, не было случаев голода при неурожаях. Эта ситуация была хорошо известна Столыпину, который более 10 лет провёл в западных губерниях.
Началом реформы явился указ от 9 ноября 1906 года «О дополнении некоторых постановлений действующего закона, касающихся крестьянского землевладения и землепользования». Указом был провозглашён широкий комплекс мер по разрушению коллективного землевладения сельского общества и созданию класса крестьян — полноправных собственников земли. В указе было обозначено, что «каждый домохозяин, владеющий землёй на общинном праве, может во всякое время требовать укрепления за собой в личную собственность причитающейся ему части из означенной земли».
Реформа разворачивалась в нескольких направлениях:
- Повышение качества прав собственности крестьян на землю, состоявшее, прежде всего, в замене коллективной и ограниченной собственности на землю сельских обществ полноценной частной собственностью отдельных крестьян-домохозяев. Мероприятия в этом направлении носили административно-правовой характер;
- Искоренение устаревших сословных гражданско-правовых ограничений, препятствовавших эффективной хозяйственной деятельности крестьян;
- Повышение эффективности крестьянского сельского хозяйства; правительственные мероприятия состояли в поощрении выделения крестьянам-собственникам участков «к одному месту» (отруба, хутора), что требовало проведения государством большого объёма сложных и дорогостоящих землеустроительных работ по развёрствованию чересполосных общинных земель;
- Поощрение покупки частновладельческих (прежде всего, помещичьих) земель крестьянами через Крестьянский поземельный банк. Вводилось льготное кредитование. Столыпин считал, что таким образом всё государство берёт на себя обязательства по улучшению жизни крестьян, а не перекладывает их на плечи немногочисленного класса помещиков[87];
- Поощрение наращивания оборотных средств крестьянских хозяйств через кредитование во всех формах (банковское кредитование под залог земли, ссуды членам кооперативов и товариществ);
- Расширение прямого субсидирования мероприятий так называемой «агрономической помощи» (агрономическое консультирование, просветительные мероприятия, содержание опытных и образцовых хозяйств, торговля современным оборудованием и удобрениями);
- Поддержка кооперативов и товариществ крестьян.

К итогам реформы следует отнести следующие факты. Ходатайства о закреплении земли в частную собственность были поданы членами более чем 6 млн домохозяйств из существовавших 13,5 млн. Из них выделились из общины и получили землю (суммарно 25,2 млн десятин — 21,2 % от общего количества надельных земель) в единоличную собственность около 1,5 миллиона (10,6 % от общего количества). Столь значительные изменения в крестьянской жизни стали возможными не в последнюю очередь благодаря Крестьянскому поземельному банку, выдавшему кредитов на сумму в 1 миллиард 40 миллионов рублей. Из 3 млн крестьян, переселившихся на выделенные им правительством в частную собственность земли в Сибирь, 18 % вернулись обратно и соответственно 82 % остались на новых местах (живыми или мёртвыми). Помещичьи хозяйства утратили былую хозяйственную значимость. Крестьяне в 1916 году засевали (на собственной и арендуемой земле) 89,3 % земель и владели 94 % сельскохозяйственных животных.
Оценку реформ Столыпина затрудняет то обстоятельство, что реформы не были осуществлены полностью вследствие трагической гибели Столыпина, I мировой войны, Февральской и Октябрьской революций, а затем гражданской войны. Сам Столыпин предполагал, что все задуманные им реформы будут осуществлены комплексно (а не только в части аграрной реформы) и дадут максимальный эффект в долгосрочной перспективе (по словам Столыпина, требовалось «двадцать лет покоя внутреннего и внешнего»).

#### Сибирская политика
Особое значение Столыпин уделял восточной части Российской империи. В своей речи от 31 марта 1908 года в Государственной Думе, посвящённой вопросу о целесообразности постройки Амурской железной дороги, он произнёс:
Наш орёл, наследие Византии, – орёл двуглавый. Конечно, сильны и могущественны и одноглавые орлы, но, отсекая нашему русскому орлу одну голову, обращённую на восток, вы не превратите его в одноглавого орла, вы заставите его только истечь кровью.
В 1910 году Столыпин вместе с главноуправляющим земледелием и землеустройством Кривошеиным совершили инспекционную поездку в Западную Сибирь и Поволжье.
Политика Столыпина относительно Сибири состояла в поощрении переселения на её незаселённые просторы крестьян из европейской части России. Это переселение было частью аграрной реформы. В Сибирь переселились около 3 млн человек. Только в Алтайском крае во время проводимых реформ было основано 3415 населённых пунктов, в которых поселились свыше 600 тысяч крестьян из европейской части России, составивших 22 % жителей округа. Они ввели в оборот 3,4 млн десятин пустующих земель.
Для переселенцев в 1910 году были созданы специальные железнодорожные вагоны. От обычных они отличались тем, что одна их часть во всю ширину вагона предназначалась для крестьянского скота и инвентаря. Вагоны были достаточно удобными: оборудованы водяным отоплением, туалетами, титанами с кипятком для пассажиров. Позднее, при советской власти, в этих вагонах были поставлены решётки, сами вагоны стали использоваться уже для принудительной высылки кулаков и иного «контрреволюционного элемента» в Сибирь и Среднюю Азию. Со временем же они использовались для перевозки заключённых.

#### Внешняя политика
Столыпин поставил себе за правило не вмешиваться в иностранную политику. Однако во время Боснийского кризиса 1909 года понадобилось прямое вмешательство председателя Совета министров. Кризис угрожал перерасти в войну с участием балканских государств, Австро-Венгерской, Германской и Российской империй. Позиция председателя Совета министров заключалась в том, что страна к войне не готова, и военного конфликта следует избежать любыми способами. В конечном итоге, кризис завершился моральным поражением России. После описываемых событий Столыпин настоял на увольнении министра иностранных дел Извольского.
Интерес представляет отношение к Столыпину кайзера Вильгельма II. 4 июня 1909 года Вильгельм II встретился с Николаем II в финских шхерах. Во время завтрака на императорской яхте «Штандарт» русский председатель Совета министров находился по правую руку от высокого гостя, и между ними состоялась обстоятельная беседа. Впоследствии, находясь в эмиграции, Вильгельм II размышлял о том, как прав был Столыпин, когда предупреждал его о недопустимости войны между Россией и Германией, подчёркивал, что война, в конечном итоге, приведёт к тому, что враги монархического строя примут все меры, чтобы добиться революции. Непосредственно после завтрака немецкий кайзер сказал генерал-адъютанту И. Л. Татищеву, что «если бы у него был такой Министр, как Столыпин, то Германия поднялась бы на величайшую высоту».

#### Законопроект о земстве в западных губерниях и «министерский кризис» марта 1911 года

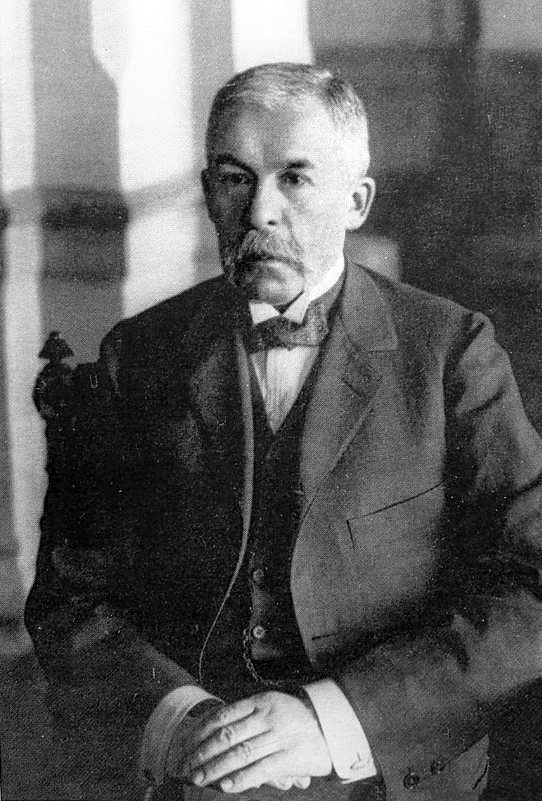
П. Дурново — один из инициаторов «министерского кризиса»

Обсуждение и принятие закона о земстве в западных губерниях вызвало «министерский кризис» и стало последней победой Столыпина (которую, по сути, можно назвать пирровой).
Предпосылкой будущего конфликта стало внесение правительством законопроекта, который вводил земство в губерниях Юго-Западного и Северо-Западного краёв. Законопроект значительно уменьшал влияние крупных землевладельцев (представленных, в основном, поляками) и увеличивал права мелких (представленных русскими, украинцами и белорусами). Учитывая, что доля поляков в этих губерниях составляла от 1 до 3,4 %, законопроект являлся демократическим.
В этот период деятельность Столыпина протекала на фоне усиливавшегося влияния оппозиции, где против председателя Совета министров сплотились противоположные силы — левые, которых реформы лишали исторической перспективы, и правые, усмотревшие в тех же реформах покушение на свои привилегии и ревностно относившиеся к быстрому возвышению выходца из провинции.
Лидер правых, не поддерживавших этот законопроект, П. Н. Дурново писал царю о том, что
проект нарушает имперский принцип равенства, ограничивает в правах польское консервативное дворянство в пользу русской «полуинтеллигенции», создаёт понижением имущественного ценза прецедент для других губерний:185.
Столыпин просил царя обратиться через председателя Государственного совета к правым с рекомендацией поддержать законопроект. Один из членов Совета, В. Ф. Трепов, добившись приёма у императора, высказал позицию правых и задал вопрос: «Как понимать царское пожелание, как приказ, или можно голосовать по совести?» Николай II ответил, что разумеется, надо голосовать «по совести»:185. Трепов и Дурново восприняли такой ответ как согласие императора с их позицией, о чём незамедлительно проинформировали других правых членов Государственного совета. В результате 4 марта 1911 года законопроект был провален 68 голосами из 92.
Утром следующего дня Столыпин отправился в Царское Село, где подал прошение об отставке, объяснив, что не может работать в обстановке недоверия со стороны императора. Николай II говорил, что не хочет лишаться Столыпина, и предлагал найти достойный выход из создавшегося положения. Столыпин поставил царю ультиматум — отправить интриганов Трепова и Дурново в длительный заграничный отпуск и провести закон о земстве по 87-й статье. 87-я статья Основных законов предполагала, что царь может самолично проводить те или другие законы в период, когда Государственная дума не работает. Статья была предназначена для принятия неотложных решений во время выборов и междумских каникул.

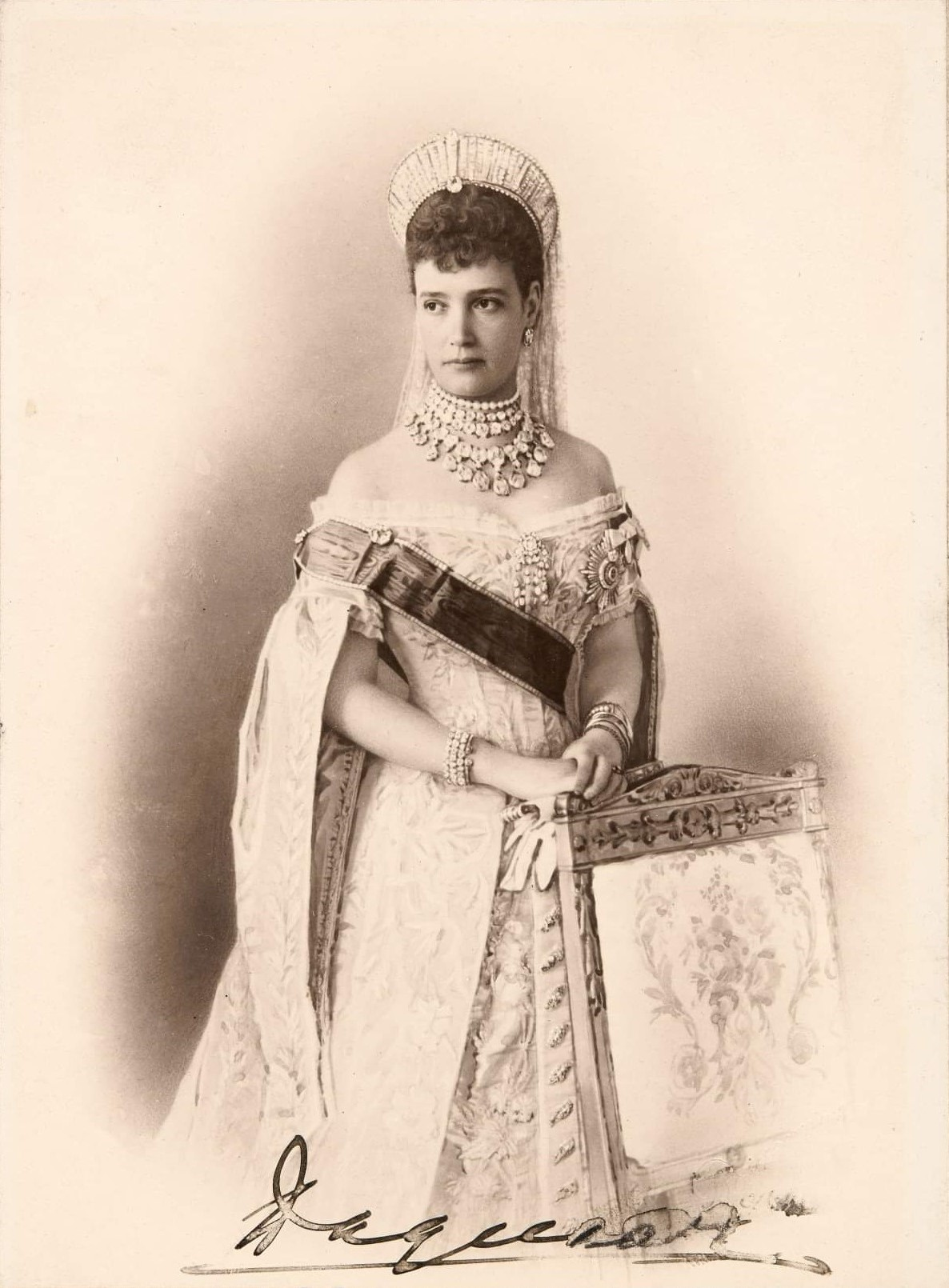
Императрица Мария Фёдоровна, склонившая Николая II принять условия Столыпина

Близкие к Столыпину люди пытались отговорить его от столь жёсткого ультиматума самому царю. На это он отвечал:
Пусть ищут смягчения те, кто дорожит своим положением, а я нахожу и честнее и достойнее просто отойти совершенно в сторону.
Лучше разрубить узел разом, чем мучиться месяцами над работой разматывания клубка интриг и в то же время бороться каждый час и каждый день с окружающей опасностью:392—393.
Судьба Столыпина висела на волоске, и только вмешательство вдовствующей императрицы Марии Фёдоровны, убедившей своего сына поддержать позицию премьера, решило дело в его пользу. В воспоминаниях министра финансов В. Н. Коковцова приводятся её слова, свидетельствующие о глубокой благодарности императрицы к Столыпину:

Бедный мой сын, как мало у него удачи в людях. Нашёлся человек, которого никто не знал здесь, но который оказался и умным, и энергичным и сумел ввести порядок после того ужаса, который мы пережили всего 6 лет тому назад, и вот — этого человека толкают в пропасть, и кто же? Те, которые говорят, что они любят Государя и Россию, а на самом деле губят и его и родину. Это просто ужасно:394—395.

Император принял условия Столыпина через пять дней после аудиенции у Николая II. Дума была распущена на три дня, закон проведён по 87-й статье, а Трепов и Дурново отправлены в отпуск.
Дума, не проголосовавшая ранее за указанный закон, восприняла форму его принятия как полное к себе пренебрежение. Лидер «октябристов» А. И. Гучков в знак несогласия покинул пост председателя Государственной думы. Впоследствии на допросе Чрезвычайной следственной комиссии Временного правительства 2 августа 1917 года политика Столыпина была охарактеризована Гучковым как «ошибочная политика компромисса, политика, стремящаяся путём взаимных уступок добиться чего-нибудь существенного». Также он отмечал, что «человек, которого в общественных кругах привыкли считать врагом общественности и реакционером, представлялся в глазах тогдашних реакционных кругов самым опасным революционером». Отношения с законодательным органом Российской империи у Столыпина были испорчены.

### Покушения на Столыпина
За короткий промежуток времени с 1905 по 1911 год на Столыпина планировалось и было совершено 11 покушений, последнее из которых достигло своей цели.
Во время революционных событий 1905 года, в бытность Столыпина саратовским губернатором покушения носили неорганизованный характер выплеска ненависти к представителям власти. После занятия Петром Аркадьевичем вначале должности министра внутренних дел Российской империи, а затем и председателя Совета министров, группы революционеров стали тщательнее организовывать покушения на его жизнь. Самым кровавым стал взрыв на Аптекарском острове, во время которого погибли десятки людей. Столыпин не пострадал. Многие из готовившихся покушений были вовремя раскрыты, а некоторые сорвались по счастливой случайности. Покушение Богрова во время визита Столыпина в Киев стало роковым. Через несколько дней после него он скончался от полученных ранений.

#### Покушения вСаратовской губернии
Саратовская губерния летом 1905 года стала одним из основных очагов крестьянского движения и аграрных беспорядков, которые сопровождались столкновениями крестьян с помещиками. Грабежи, поджоги и резня прокатились по всей губернии.
Первое покушение произошло во время объезда мятежных деревень Столыпиным в сопровождении казаков. В губернатора дважды стрелял неизвестный, но не попал. Вначале Столыпин даже кинулся за стрелявшим, но был удержан за руку чиновником особых поручений князем Оболенским. Сам Столыпин даже шутил по этому поводу: «Сегодня озорники из-за кустов в меня стреляли…».
В литературе упоминается случай, произошедший во время одного из обычных в ту горячую пору объездов губернии, когда стоящий перед Столыпиным человек неожиданно вынул из кармана револьвер и направил его на губернатора. Столыпин, глядя на него в упор, распахнул пальто и перед толпой спокойно сказал: «Стреляй!». Революционер не выдержал, опустил руку, и револьвер у него выпал.
Ещё об одном неудавшемся покушении пишет в своих мемуарах дочь Столыпина Елена. По её воспоминаниям, заблаговременно был раскрыт заговор, где террорист, которому было поручено убить губернатора, должен был устроиться столяром для проведения ремонта лестницы в особняке губернатора. Заговор был раскрыт, а революционер арестован.
В воспоминаниях другой дочери, Марии, приводится описание ещё одного покушения на Столыпина, во время которого он вновь проявил выдержку и спокойствие:

Прямо с парохода он, в сопровождении полиции, отправился пешком к центру беспорядков на Театральную площадь. По мере того, как он приближался к старому городу, стали попадаться всё более возбуждённые кучки народа, всё недоброжелательнее звучали крики, встречающие папа́, спокойным ровным шагом проходящего через ряды собравшихся. Совсем поблизости от места митинга из окна третьего этажа прямо к ногам моего отца упала бомба. Несколько человек около него было убито, он же остался невредим и через минуту после взрыва толпа услыхала спокойный голос моего отца: 

— Разойдитесь по домам и надейтесь на власть, вас оберегающую. 

Под влиянием его хладнокровия и силы страсти улеглись, толпа рассеялась, и город сразу принял мирный вид.

#### Взрыв на Аптекарском острове (Санкт-Петербург)
12 (25) августа 1906 года произошло очередное покушение, сопровождавшееся большим числом жертв. Во время взрыва сам Столыпин не пострадал.

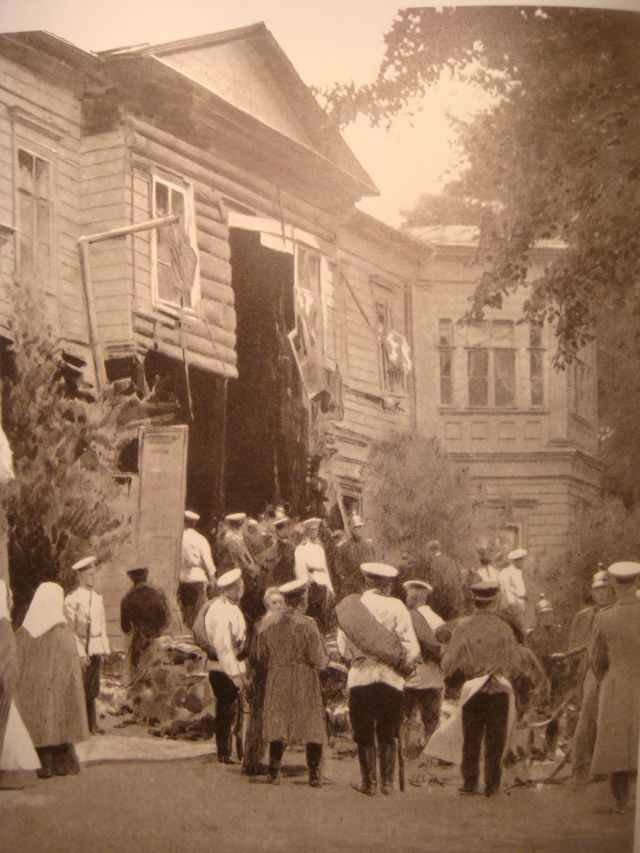
Разрушенное вследствие взрыва здание особняка Столыпина на Аптекарском острове

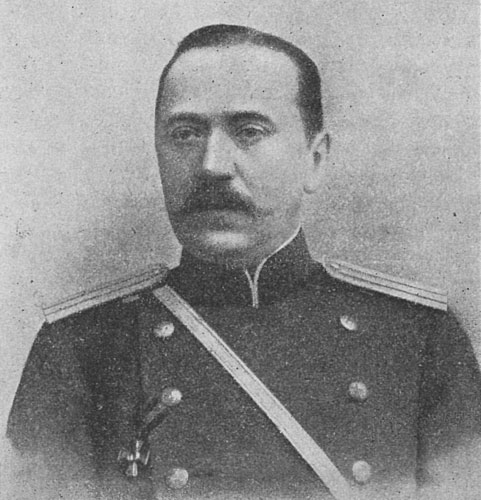
Адъютант Столыпина А. Н. Замятнин, фактически спасший Столыпина от смерти ценой своей жизни

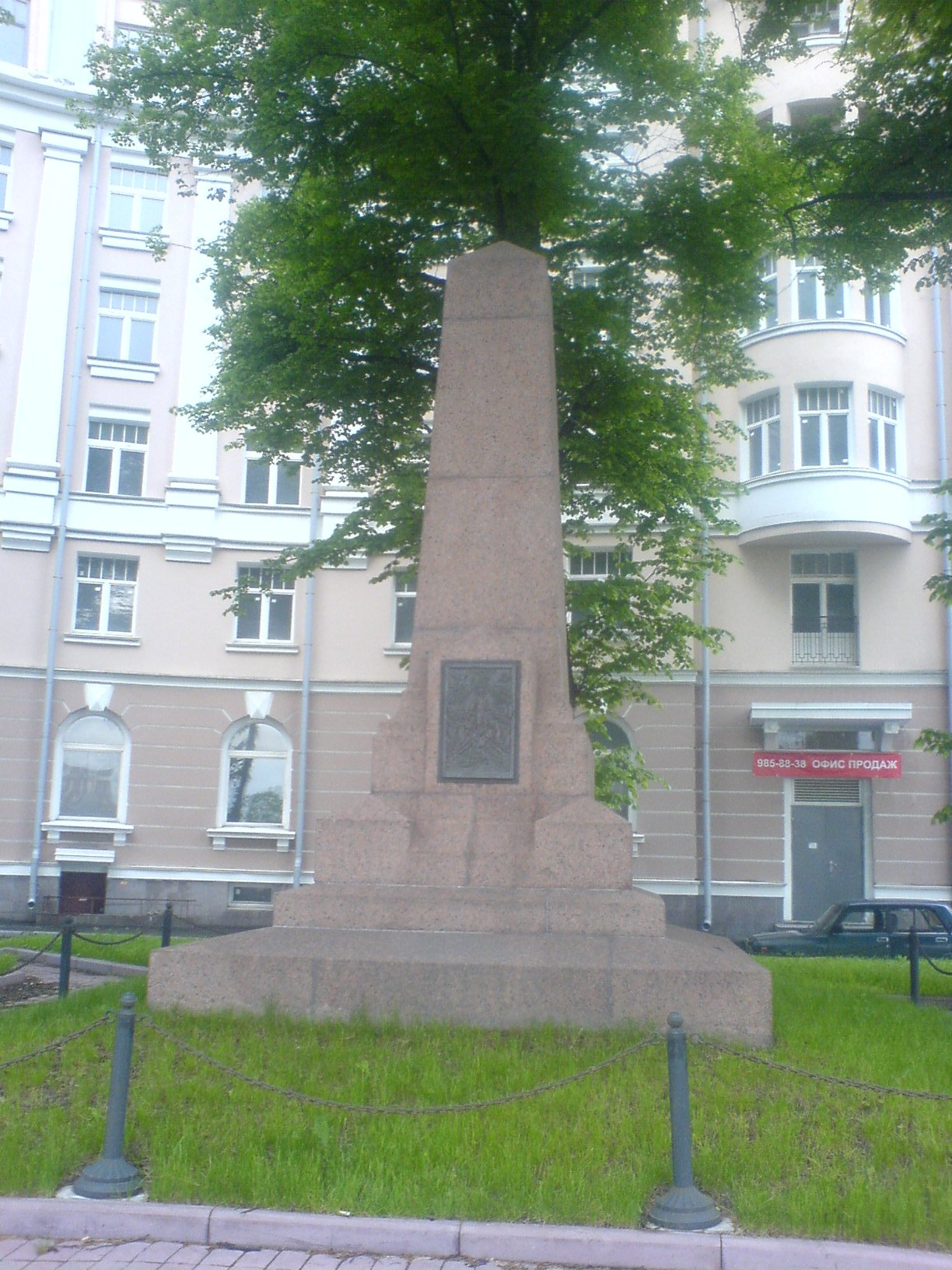
Памятный знак на месте взрыва. Современный вид, 2009 год

По субботам у председателя Совета министров были приёмные дни. В четвёртом часу дня 12 августа 1906 года к даче Столыпина подкатил экипаж с тремя террористами-максималистами. Двое террористов, переодетые в форму жандармов, были без шпор и в зимних головных уборах. Все трое держали по объёмистому портфелю с бомбой весом около 6 кг. А. С. Сулимов, участник группы под руководством Семёна Тер-Петросяна (Камо), вспоминал, что бомбы, которыми максималисты взорвали дачу Столыпина, были изготовлены именно в большевистской динамитной мастерской. Почувствовав неладное, заведующий охраной премьер-министра генерал А. Н. Замятнин и унтер-офицеры А. Л. Горбатенко и З. С. Мерзликин бросились им наперерез. С криком «Да здравствует революция!» террористы бросили портфели оземь — раздался страшной силы взрыв. Значительная часть двухэтажной дачи была разрушена, 24 посетителя убиты на месте, свыше 30 ранены, в том числе и дети. По свидетельству одной из дочерей Столыпина Елены, от смерти его спас адъютант генерал А. Н. Замятнин: «Так, благодаря верному Замятину террористам не удалось осуществить свой план, и мой отец не был убит». Вероятно, адъютанта смутили головные уборы максималистов: приехавшие были в старых касках, хотя незадолго до этого форма претерпела существенные изменения.
Взрыв был очень большой силы. Комнаты первого этажа и подъезд были разрушены, обрушились верхние помещения. Бомба унесла жизнь 24 человек, среди них адъютанта А. Н. Замятнина, агентов охранки, няни сына Столыпина Аркадия и самих террористов. От взрыва также пострадали сын и дочь председателя Совета министров — Аркадий и Наталья.
Ранение дочери было тяжёлым. Врачи настаивали на срочной ампутации ног у пострадавшей. Однако Столыпин просил подождать с решением. Доктора согласились и, в конце концов, спасли обе ноги.
Столыпин остался невредим и даже не получил ни единой царапины. Лишь бронзовая чернильница, перелетев через голову председателя Совета министров, забрызгала его чернилами.
Через 12 дней после покушения, 24 августа 1906 года, была опубликована правительственная программа, согласно которой в местностях, находящихся на военном положении, вводились «скорорешительные» суды.

#### Покушения после взрыва на Аптекарском острове
Уже в декабре того же 1906 года неким Добржинским была организована «боевая дружина», которая по поручению центрального комитета партии социалистов-революционеров должна была убить П. А. Столыпина. Однако группа была раскрыта и захвачена до совершения акта. В июле 1907 года был также захвачен «летучий отряд», целью которого также было устранение Столыпина. В ноябре 1907 года была обезврежена ещё одна группа социалистов-революционеров (максималистов), готовивших бомбы для устранения высших должностных лиц, в том числе, Столыпина. В декабре того же года в Гельсингфорсе был арестован руководитель северного боевого «летучего отряда» А. Д. Трауберг. Главной целью отряда был Столыпин. Наконец, в декабре всё того же 1907 года была арестована Фейга Элькина, организовавшая революционную группу, которая занималась подготовкой покушения на Столыпина.

#### Покушение в Киеве и смерть

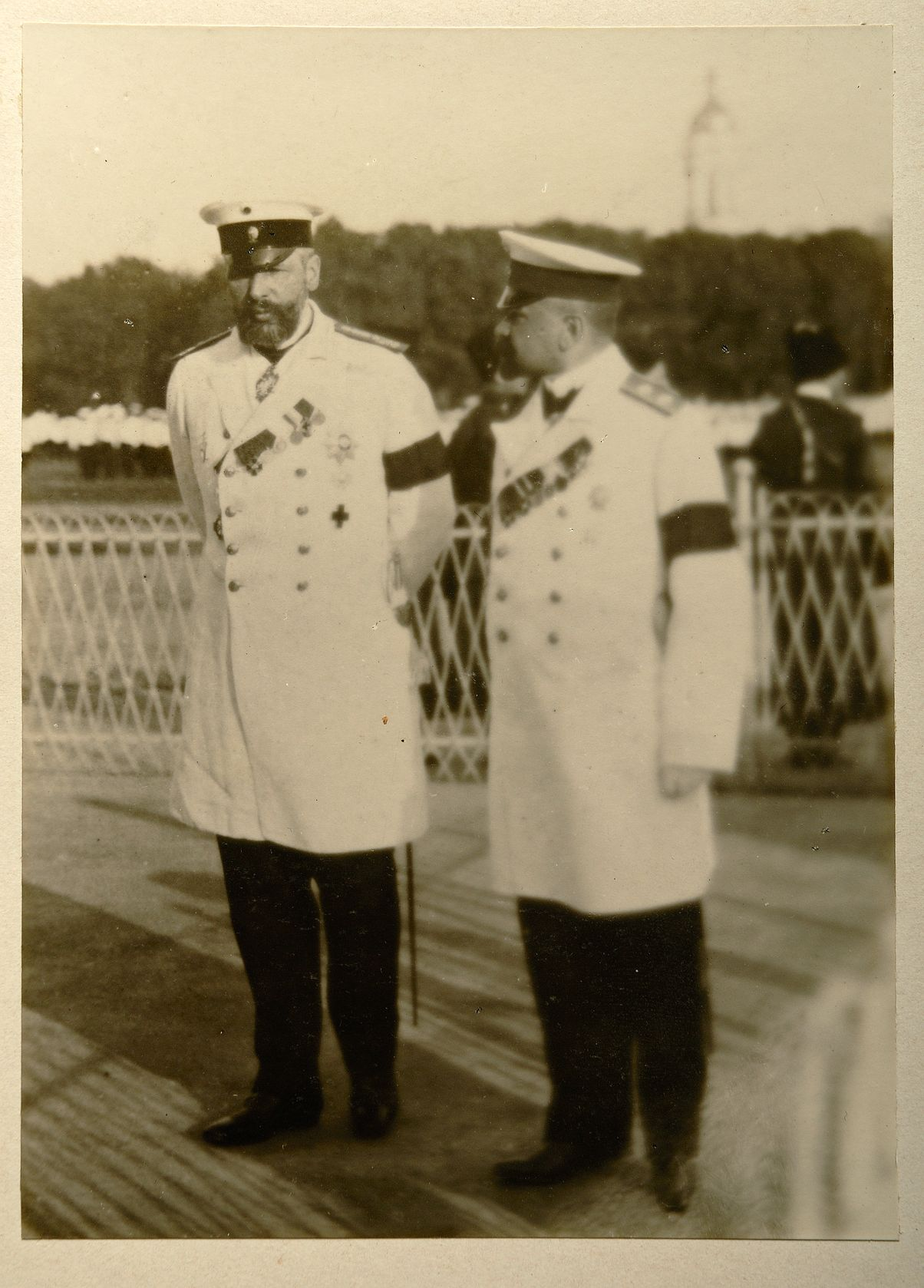
П. А. Столыпин (слева) за несколько часов до смертельного покушения

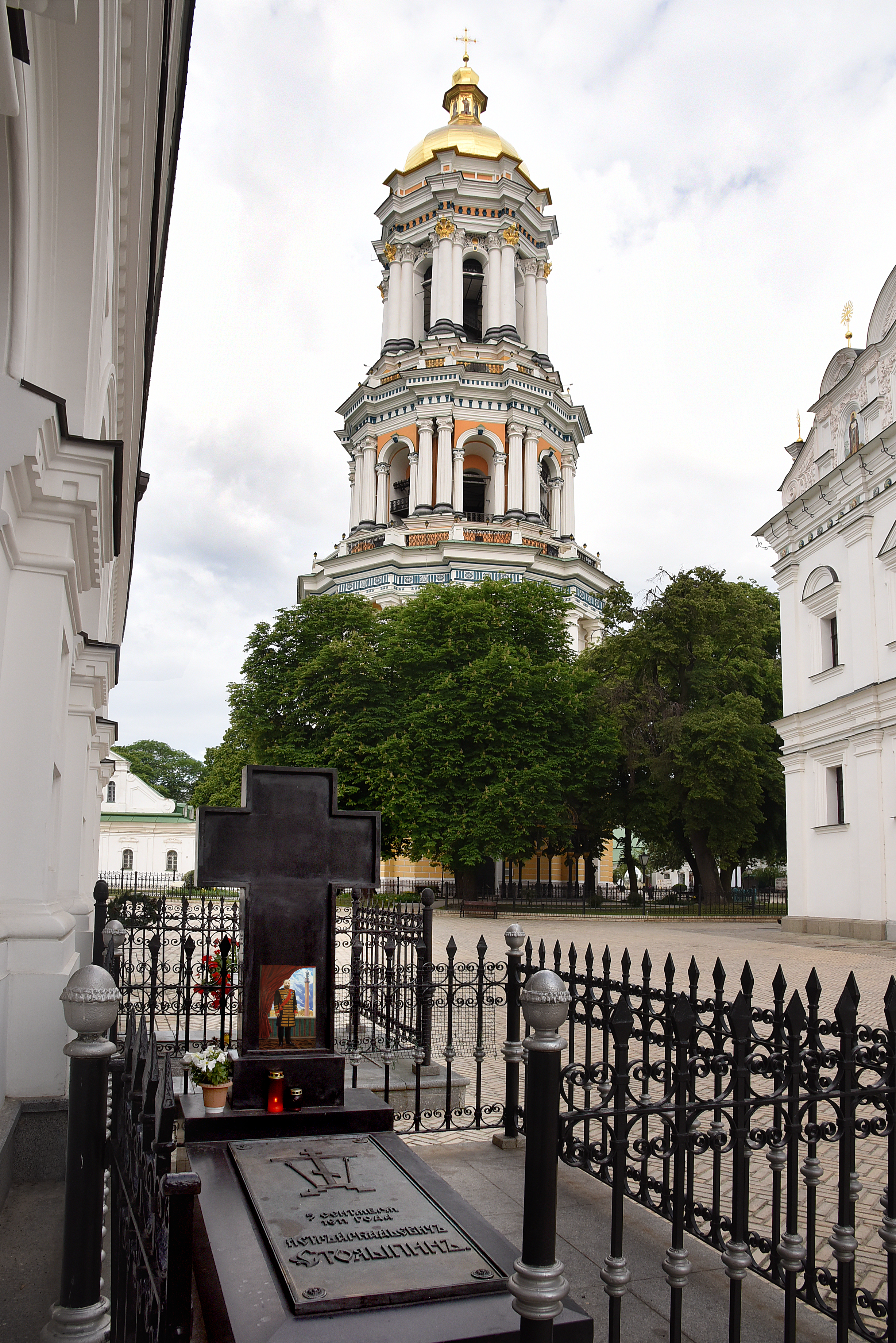
Могила Столыпина (Киево-Печерская лавра). Надгробный памятник из лабрадорита установлен 5 сентября 1912 года. Изготовлен мастерской К. О. Гвиди

В конце августа 1911 года император Николай II с семьёй и приближёнными, в том числе и со Столыпиным, находились в Киеве по случаю открытия памятника Александру II. 1 (14) сентября 1911 года император и Столыпин присутствовали на спектакле «Сказка о царе Салтане» в киевском городском театре. На тот момент у начальника охранного отделения Киева была информация о том, что в город прибыли террористы с целью совершить нападение на высокопоставленного чиновника, а возможно, и на самого царя. Информация была получена от секретного осведомителя Дмитрия Богрова. Оказалось, однако, что покушение задумал сам Богров. По пропуску, выданному начальником Киевского охранного отделения, он прошёл в городской оперный театр, во время второго антракта подошёл к Столыпину и дважды выстрелил: первая пуля попала в руку, вторая — в живот, задев печень. При этом одна из пуль повредила награду — крест Св. Владимира. По сведениям Охранного отделения, в театре был не один убийца. У Богрова, вполне возможно, был сообщник, который должен был убить государя. Богров предполагал, что «Государь подойдёт к раненому Столыпину. Тогда, „друг“ Богрова получал возможность осуществить злодейство». Академиком Рейном, профессорами Цейдлером, Волковичем, Малковым, Яновским, доктором Афанасьевым и приват-доцентом Дидрихсом был составлен бюллетень о состоянии здоровья П. А. Столыпина: «Констатированы две огнестрельные раны — одна в правой половине груди, другая — в кисти правой руки. Входное отверстие в груди находится в области 6-го межреберного промежутка, внутри от сосковой линии; выходного отверстия нет, пуля прощупывается сзади под 12-м ребром в расстоянии 3 поперечных пальцев от линии остистых отростков». В лечебнице Маковского на Мало-Владимирской улице П. А. Столыпин «просил передать Государю Императору, что он готов умереть за Него, просил успокоить жену и пригласить священника».
Николай II (в письме к матери): «Столыпин повернулся ко мне и благословил воздух левой рукой. Тут только я заметил, что у него на кителе кровь. Ольга и Татьяна увидели всё, что произошло… На Татьяну произвело сильное впечатление, она много плакала, и обе плохо спали».
Последующие дни прошли в тревоге, врачи надеялись на выздоровление, но 4 сентября вечером состояние Столыпина резко ухудшилось, и около 10 часов 12 минут вечера 5 сентября он скончался. Дочь П. А. Столыпина М. П. Бок вспоминала: «Государь вернулся из Чернигова в Киев шестого сентября рано утром и прямо с парохода поехал в больницу. Он преклонил колена перед телом своего верного слуги, долго молился, и присутствующие слыхали, как он много раз повторил слово: „Прости“. Потом была отслужена в его присутствии панихида».
В первых строках вскрытого завещания Столыпина было написано: «Я хочу быть погребённым там, где меня убьют». Указание Столыпина было исполнено: 9 сентября Столыпин похоронен в Киево-Печерской лавре, вблизи могил Кочубея и полковника Искры.
По одной из версий, покушение было организовано при содействии охранного отделения. На это указывает ряд фактов. В частности, билет в театр был выдан Богрову начальником Киевского охранного отделения Н. Н. Кулябко с согласия ответственных сотрудников Охранного отделения П. Г. Курлова, А. И. Спиридовича и М. Н. Веригина, при этом к Богрову не было приставлено наблюдение.
Меня убьют, и убьют члены охраны.Столыпин, незадолго до смерти
По другой версии, начальник охранного отделения Кулябко был введён в заблуждение. При этом, согласно воспоминаниям киевского губернатора Гирса, охрана Столыпина в городе была организована плохо.

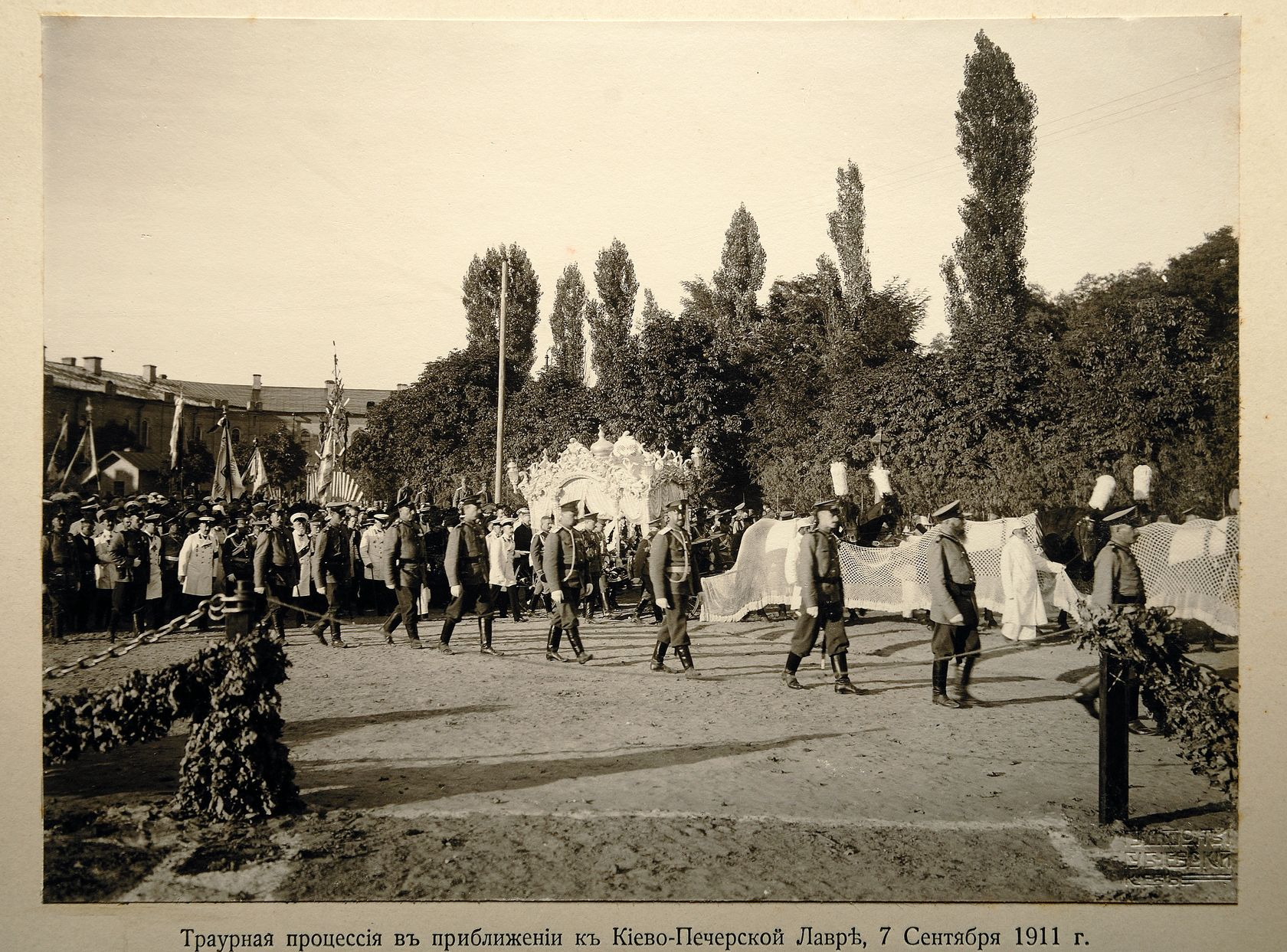
Траурная процессия с телом Столыпина. Сентябрь 1911 г.

## Награды
Ордена и поощрения:
- Орден Святой Анны 3-й степени (30 августа 1893 года)
- Орден Святой Анны 2-й степени (14 мая 1896 года)
- Высочайшая благодарность (11 марта 1905 года)
- Орден Святого Владимира 3-й степени (6 декабря 1905 года)
- Сердечная благодарность Его Величества (4 января 1906 года)
- Орден Святой Анны 1-й степени (6 декабря 1906 года)
- Орден Белого орла при Высочайшем рескрипте (29 марта 1909 года)
- Высочайший рескрипт (19 февраля 1911 года)
- Орден Святого Александра Невского при Высочайшем рескрипте (10 апреля 1911 года)

Медали и знаки отличия:
- Медаль «В память царствования императора Александра III» (1896)
- Медаль «В память коронации императора Николая II» (1896)
- Медаль «За труды по первой всеобщей переписи населения» (1897)
- Медаль «В память 200-летия Полтавской битвы» (1909)
- Знак отличия «За поземельное устройство государственных крестьян» (1905)
- Знак отличия Российского Общества Красного Креста
- Знак отличия Холмского Православного Свято-Богородицкого Братства

Почётные звания:
- Почётный гражданин Екатеринбурга (1911)[119]
- Почётный гражданин Саратова (1909)[120]

Иностранные:
- Бухарский орден Искандер-Салис (7 декабря 1906 года)
- Шведский орден Серафимов (12 мая 1908 года)
- Норвежский орден Святого Олафа, большой крест (6 июня 1908 года)
- Итальянский орден Святых Маврикия и Лазаря, большой крест (6 июня 1908 года)
- Английский Королевский Викторианский орден, большой крест (16 июня 1908 года)
- Прусский орден Заслуг перед Прусской Короной (17 июня 1909 года)
- Сербский орден Белого орла 1-й степени
- Черногорский орден князя Даниила I 1-й степени
- Японский орден Восходящего солнца с цветами павловнии

## Оценка деятельности

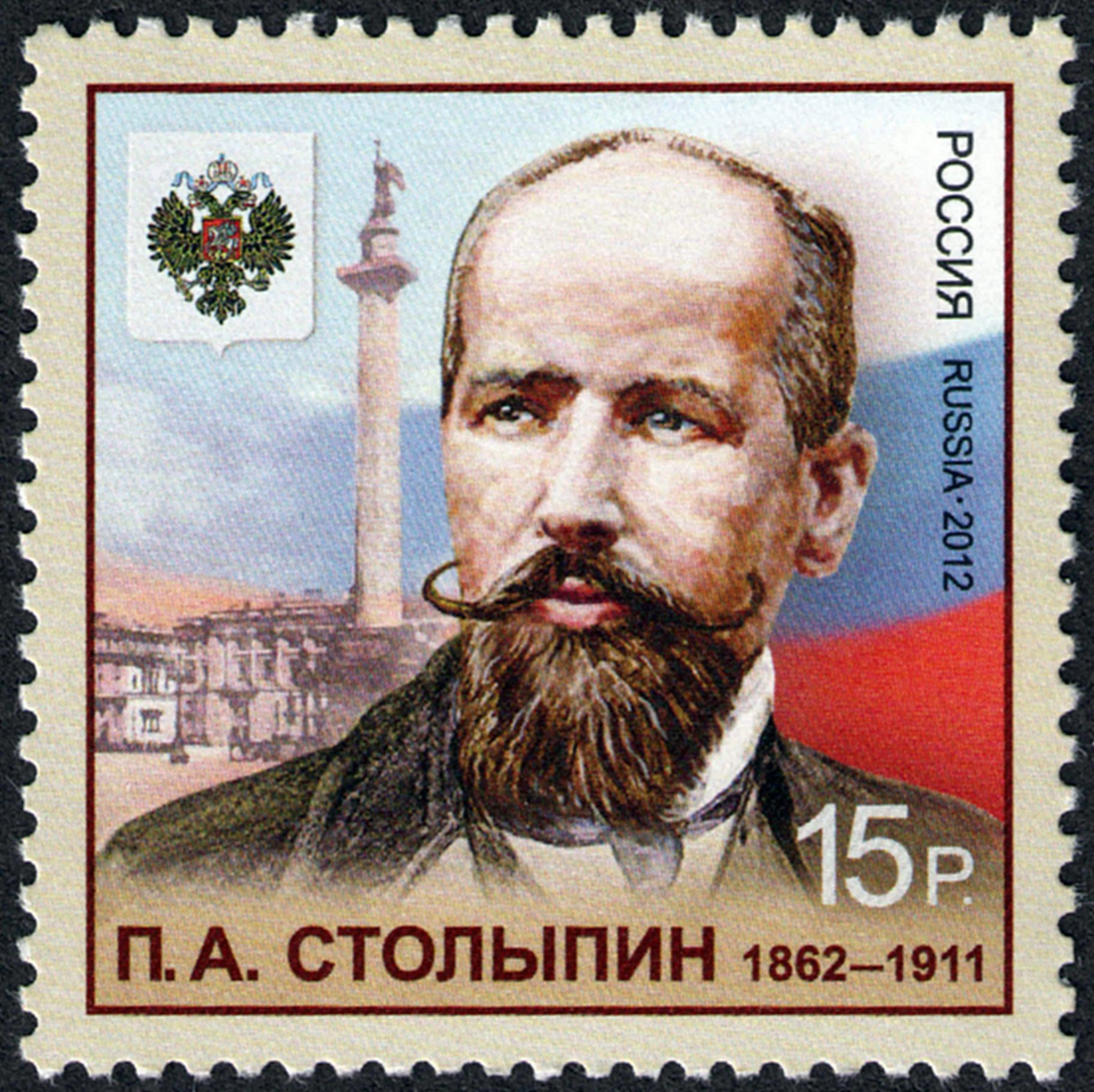
Портрет Столыпина на фоне Дворцовой площади в Санкт-Петербурге и российского флага

Оценка деятельности Столыпина, как его современниками, так и историками, неоднозначна и носит полярный характер. В ней одни выделяют только негативные моменты, другие, напротив, считают его «гениальным политическим деятелем», который мог бы спасти Россию от грядущих войн, поражений и революций. При этом и те, и другие основываются на оценках современников, документальных источниках, данных статистики. Сторонники и противники зачастую оперируют одними и теми же цифрами, выраженными в различном контексте. Так, в статье Большой советской энциклопедии, посвящённой аграрной реформе, написано, что «освоение новых земель было не под силу разорённому крестьянству. Из 3 млн чел., переселившихся за 1906—1916, возвратились на прежние места 548 тыс. чел., то есть 18 %». Журналист Геннадий Сидоровнин со ссылкой на издание за 1911 год те же цифры трактует иначе — «В любой области вообще человеческой жизни всегда наберётся 10 % неудачников […] Конечно, триста тысяч обратных, хотя бы и за 15-летний период, — это уже большое и тяжёлое явление […] Но из-за этих трёхсот тысяч нельзя забыть, как это иногда делают, о двух с половиною миллионах устроенных переселенцев».
Историк В. П. Данилов отмечает популяризацию в годы перестройки в СССР позитивного образа Столыпина: "Начавшийся в 1988 году культ Столыпина достиг в 1990 и 1991 году масштабов массовой идеологической кампании, апогеем которой можно считать появление в одной из центральных газет 12 мая 1991 года панегирика «Столыпин и Горбачёв: две реформы „сверху“»".

### Критика
Деятель либерально-консервативного движения Дмитрий Шипов, подытоживая в октябре 1908 года сложившуюся ситуацию, отмечал, что отсутствие политических свобод ведёт к возрастанию пропасти между властью и народом, приводящему к озлоблению населения. При этом Столыпин не хочет замечать ошибочности выбранного курса, уже не имея возможности его изменить, став на путь реакции.
Член Священного синода и один из виднейших церковных иерархов архиепископ Волынский Антоний (Храповицкий) на панихиде по Столыпину в Житомире заявил, что покойный «проводил слишком левую политику и не оправдал доверия Государя».
Оценка деятельности П. А. Столыпина содержалась в работе В. И. Ленина «Столыпин и революция», которая стала реакцией на закончившееся смертельным исходом покушение 1 сентября 1911 года. В. И. Ленин определил позицию по отношению к происшедшей трагедии: «Умерщвление обер-вешателя Столыпина совпало с тем моментом, когда целый ряд признаков стал свидетельствовать об окончании первой полосы в истории русской контрреволюции». Далее делался вывод, что «биография главы контрреволюционного правительства есть в то же время биография того класса, который проделал нашу контрреволюцию и у которого Столыпин был не более, чем уполномоченным или приказчиком. Этот класс — русское благородное дворянство». Оценивая П. А. Столыпина как политического деятеля, В. И. Ленин писал: «Погромщик Столыпин подготовил себя к министерской должности именно так, как только и могли готовиться царские губернаторы: истязанием крестьян, устройством погромов, умением прикрывать эту азиатскую „практику“ — лоском и фразой, позой и жестами, подделанными под „европейские“». При этом он называл его «главой контрреволюции».
В советской историографии деятельность Столыпина оценивалась критически. Так, Большая советская энциклопедия характеризовала его как человека, который «осуществил Третьеиюньский государственный переворот 1907 года, предложил аграрную реформу с целью создать социальную опору царизма в деревне в лице кулачества».
В сталинском учебнике по истории ВКП(б) деятельность Столыпина была подана в самых тёмных тонах. Утверждалось, что его реформы привели к «обезземеливанию крестьян, ограблению общинной земли кулаками, разбойничьим набегам жандармов и полицейских, царских провокаторов и черносотенных громил на рабочий класс». «Столыпинщина ещё более ухудшила положение малоземельных крестьян и деревенской бедноты. Расслоение крестьянства усилилось. Начались столкновения крестьян с кулаками-хуторянами».
Советский историк Арон Аврех отмечал, что экономические реформы Столыпина совершенно не соответствовали потребностям государства, так как не решали глубинных противоречий режима. Носившая безусловно прогрессивный характер аграрная реформа, даже в случае её полного успеха, не могла обеспечить достаточный уровень прогресса для конкурентоспособной борьбы с великими державами за сохранение позиций и выживание. Главной ошибкой Столыпина Аврех считал убеждение, что сначала надо обеспечить экономические условия, после чего уже осуществлять реформы демократические. Между тем отказ от проведения политических реформ приводил к росту в стране недовольства и революционных настроений.
В постсоветский период деятельность Столыпина также подвергается критике. Зачастую она основана на воспоминаниях Витте, полемике Столыпина с Толстым и работах советских историков.

### Положительная оценка

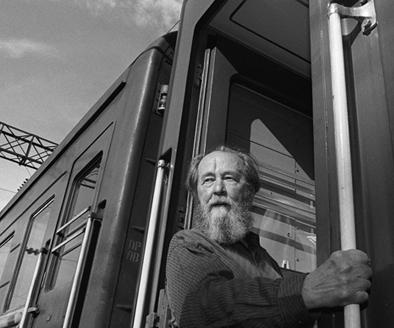
А. Солженицын — один из самых видных почитателей Столыпина

Ещё при жизни П. А. Столыпин обрёл не только яростных критиков, но и преданных сторонников. Всячески поддерживали деятельность П. А. Столыпина: известный русский философ-марксист П. Б. Струве; философ, литературный критик и публицист В. В. Розанов; философ и правовед И. А. Ильин, политики Н. Н. Львов, В. А. Маклаков, А. В. Тыркова-Вильямс, В. В. Шульгин, для которого П. А. Столыпин остался образцом политика и даже кумиром до конца жизни.
В 1911 году В. В. Розанов, тяжело переживавший убийство П. А. Столыпина, в статье «Террор против русского национализма» писал: «вся Русь почувствовала, что её ударили… пошатнувшись, она не могла не схватиться за сердце». И в другом месте: «Что ценили в Столыпине? Я думаю, не программу, а человека: вот этого „воина“, вставшего на защиту, в сущности, России». Философ И. А. Ильин и после смерти П. А. Столыпина считал, что «государственное дело Столыпина не умерло, оно живо, и ему предстоит возродиться в России и возродить Россию».
В 1928 году в Харбине вышла книга Ф. Т. Горячкина «Первый русский фашист Пётр Аркадьевич Столыпин», в которой автор, член партии «православных русских фашистов», рассказал, что представляет собой это политическое течение, и заявил, что Столыпин «даже гениальнее современного Бенито Муссолини. Этот русский колосс, этот гениальный государственный деятель». В Харбине русскими фашистами, возглавляемыми К. В. Родзаевским, была создана «Столыпинская академия».
Положительно оценивают деятельность Столыпина многие видные общественные и политические деятели современности. В своей исторической эпопее «Красное колесо» (Узел первый. Август Четырнадцатого) А. И. Солженицын высказал мнение, что если бы Столыпин не был убит в 1911 году, то смог бы предотвратить мировую войну и, соответственно, проигрыш в ней царской России, а значит, и захват власти большевиками, гражданскую войну и миллионы жертв этих трагических событий. Солженицын так оценивал проводимую Столыпиным политику по усмирению революции и введению военно-полевых судов:

Так начался пресловутый столыпинский террор, настолько навязанный русскому языку и русскому понятию — говорить ли об иностранцах! — что посегодня он стынет перед нами чёрной полосой самого жестокого разгула. А террор был такой: введены (и действовали 8 месяцев) для особо тяжких (не всех) грабительств, убийств и нападений на полицию, власти и мирных граждан — военно-полевые суды, чтобы приблизить к моменту и месту преступления — разбор дела и приговор. (Предлагали Столыпину объявить уже арестованных террористов заложниками за действия невзятых — он, разумеется, это отверг.) Была установлена уголовная ответственность за распространение (до сих пор практически безпрепятственное) в армии — противоправительственных учений. Устанавливалась уголовная ответственность и за восхваление террора (до сих пор для думских депутатов, прессы да и публики — безпрепятственное). Смертная казнь, согласно закону, применялась к бомбометателям как прямым убийцам, но нельзя было применять её к уличённым изготовителям этих самых бомб. […] А между тем […] тотчас по введении военно-полевых судов террор ослаб и упал.

Фразы Столыпина о «Великой России» часто используются современными политическими партиями. Кроме этого, книги бывшего министра финансов России Б. Г. Фёдорова, издания под эгидой Столыпинского культурного центра и ряд других источников оценивают Столыпина как выдающегося реформатора, государственного деятеля и великого русского патриота.

## Память

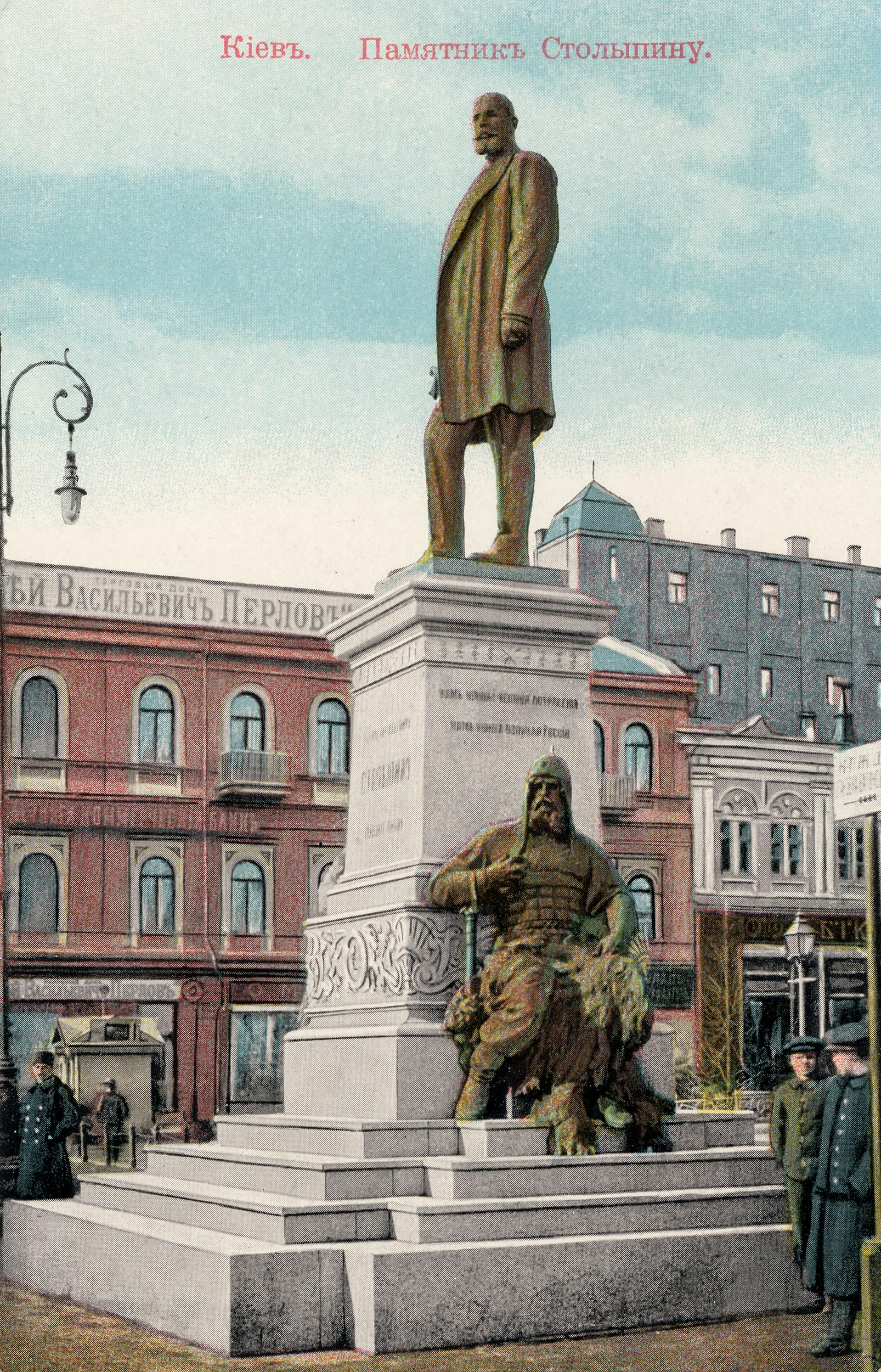
Памятник Столыпину в Киеве. Снесён в 1917 году

- На Аптекарском острове в Санкт-Петербурге есть памятный знак (стела). Установлен в 1908 году на месте взрыва в 1906 году министерской дачи П. А. Столыпина и сохранившийся до настоящего времени (на нём — бронзовая доска с именами погибших). Восстановлен в 1991 году.
- 7 сентября 1911 года некоторые депутаты Государственной думы и члены местного земства предложили установить Столыпину памятник в Киеве. Средства были собраны за счёт пожертвований, которые были столь большими, что буквально через три дня в одном только Киеве была собрана сумма, достаточная для создания памятника. Через два года после смерти Столыпина, 6 сентября 1913 года на площади возле Городской думы на Крещатике в торжественной обстановке памятник был открыт. Столыпин был изображён произносящим речь, на камне высечены сказанные им слова: «Вам нужны великие потрясения — нам нужна Великая Россия», а на передней стороне пьедестала памятника была надпись: «Петру Аркадьевичу Столыпину — русскіе люди»[138]. Снесён 16 (29) марта 1917 года, через две недели после Февральской революции[139][140][141].
- 1 сентября 1913 года в Симбирске был открыт памятник П. А. Столыпину работы итальянского скульптора Э. Ксименеса. Бронзовый бюст политика, обращённый к Соборной площади, был установлен на пьедестале светло-розового гранита. На доске постамента было начертано: «Столыпину — Симбирская губерния». Снесён в марте 1917 года[142].
- В 2002 году памятник Столыпину установлен в Саратове.
- В феврале 2002 года Поволжскому институту управления (филиал Российской академии народного хозяйства и государственной службы при Президенте Российской Федерации, город Саратов) присвоено имя П. А. Столыпина.
- Факультет государственного и муниципального управления НИУ «Высшая школа экономики» с 2005 года ежегодно присуждает стипендию имени Столыпина студентам 2-го курса магистратуры ГиМУ.
- 26 мая 2008 года Правительство Российской Федерации учредило медаль Столыпина П. А. двух степеней (медаль вручается в качестве поощрения за заслуги в решении стратегических задач социально-экономического развития страны, в том числе реализации долгосрочных проектов Правительства Российской Федерации в области промышленности, сельского хозяйства, строительства, транспорта, науки, образования, здравоохранения, культуры и в других областях деятельности)[143].
- По итогам проводившегося в 2008 году всероссийского интернет-опроса «Имя Россия. Исторический выбор—2008» Столыпин занял второе место[144] (вслед за Александром Невским).
- В 2009—2025 годах на доме, в котором жил Столыпин, по улице Шв. Стяпоно в Вильнюсе была установлена мемориальная доска[145][146].
- В 2010 году бюст Столыпина как основателя города установлен в Славгороде Алтайского края[147].
- 26 октября 2010 года распоряжением российского правительства во исполнение Указа Президента Российской Федерации от 10 мая 2010 г. № 565 «О праздновании 150-летия со дня рождения П. А. Столыпина» создан Оргкомитет по подготовке и проведению празднования под председательством В. В. Путина[148].
- В 2011 году имя Столыпина присвоено Омскому государственному аграрному университету. Там же 18 июня 2018 года состоялось открытие памятника[149].
- 5 сентября 2011 года установлен памятник на площади перед главным входом в Кубанский государственный университет[150].
- 23 сентября 2011 года установлена памятная доска П. А. Столыпину на здании бывшего дворца вице-губернатора в Гродно в рамках конференций «Гродненщина в историческом, экономическом и культурном развитии 1801—1921 гг. (К 210-летию образования Гродненской губернии)» и «круглый стол» «П. А. Столыпин в истории Гродненской губернии»[151].
- 22 февраля 2012 года Ульяновской государственной сельскохозяйственной академии присвоено имя П. А. Столыпина.
- 1 марта 2012 года Банк России выпустил памятную серебряную монету номиналом 2 рубля серии «Выдающиеся личности России», посвящённую 150-летию со дня рождения П. А. Столыпина[152].
- 6 апреля 2012 года Издательско-торговый центр «Марка» издал памятную марку по случаю 150-летия со дня рождения П. А. Столыпина.
- 24 мая 2012 года в посёлке Ровеньки Белгородской области установлен памятник П. А. Столыпину[153].

Памятник Петру Столыпину в Челябинске

Памятник Петру Столыпину в Москве

- В декабре 2012 года установлен памятник П. А. Столыпину на площади Свободной России рядом с Домом правительства в Москве[154][155].
- Фонд изучения наследия Столыпина.
- В 2013 году именем П. А. Столыпина назван Международный институт информатизации и государственного управления[156].
- 4 ноября 2014 года в День народного единства в Серпухове на площади Ленина состоялось открытие памятника П. А. Столыпину[157].
- В ноябре 2017 года открыт памятник П. Столыпину в Челябинске на берегу реки Миасс[158].
- Петербург установит памятник Петру Столыпину (из ответа губернатора СПБ Полтавченко)[159].
- 17 июля 2020 года на Красной улице Великого Устюга был открыт памятник Петру Столыпину[160].
- 1 июня 2024 года в Сабуровских Выселках Орловской области состоялась церемония открытия памятника Петру Аркадьевичу. Автором монумента является Зураб Церетели[161].
- 16 августа 2024 года в Екатеринбурге открыт памятник Петру Столыпину у главного учебного корпуса Уральского государственного экономического университета[162]

Топонимика
- В 1911 году Маловладимирская улица Киева была переименована в Столыпинскую. На этой улице располагалась клиника Маковского в которой смертельно раненый Столыпин скончался 5 сентября 1911 года. Современное название — Улица Олеся Гончара.
- В 1911 году Садовая улица в Одессе была переименована в улицу Столыпина.
- В 1912 году Почтовая улица в Самаре была переименована в Столыпинскую.

В современной России именем Столыпина названы улицы в Пензе, Ульяновске, Челябинске, Югорске и в других городах.
- В 2022 году Проспект Кирова в Саратове был переименован в Проспект Столыпина.

## Крылатые выражения
- Не запугаете! — сказано Столыпиным 6 марта 1907 года перед депутатами Государственной думы II созыва[163]. После выступления Столыпина о программе намеченных реформ представители оппозиции подвергли намерения правительства резкой критике. Выслушав их, Столыпин вновь вышел на трибуну, где произнёс краткую, но ёмкую речь, которая заканчивалась словами:

Эти нападки рассчитаны на то, чтобы вызвать у правительства, у власти паралич и воли, и мысли, все они сводятся к двум словам, обращённым к власти: «Руки вверх!» На эти два слова, господа, правительство с полным спокойствием, с сознанием своей правоты может ответить только двумя словами: «Не запугаете!»
- Я не продаю кровь своих детей — фраза приведена в «Воспоминаниях о моём отце П. А. Столыпине» дочери Марии (в замужестве Бок). После взрыва на Аптекарском острове, в результате которого тяжело пострадали двое его детей — сын Аркадий и дочь Наталья, Николай II предложил Столыпину значительную денежную помощь, на что получил ответ:

При первом приёме после взрыва Государь предложил папа́ большу́ю денежную помощь для лечения детей, в ответ на что мой отец сказал: 
 — Ваше Величество, Я не продаю кровь своих детей:190
- Им нужны великие потрясения, нам нужна Великая Россия — фраза завершала речь Столыпина от 10 мая 1907 года перед депутатами Государственной думы II созыва. В ней Пётр Аркадьевич говорил о проводимых реформах, быте крестьян, праве собственности на землю; неоднократно подчёркивал недопустимость национализации или экспроприации земли у помещиков в пользу крестьянства. В завершение была произнесена фраза, ставшая вскоре крылатой:

Противникам государственности хотелось бы избрать путь радикализма, путь освобождения от исторического прошлого России, освобождения от культурных традиций. Им нужны великие потрясения, нам нужна Великая Россия!
- Дайте государству 20 лет покоя внутреннего и внешнего, и вы не узнаете нынешней России — в интервью одной из газет Столыпин описывал проводимые реформы, главной целью которых, с его слов, являлось создание класса мелких землевладельцев, что должно было привести к процветанию страны[11].

## Отношения Столыпина со знаменитыми современниками

### Столыпин и Л. Н. Толстой
Семью Столыпиных и Льва Николаевича связывали дружеские отношения. Одно время Толстой был на «ты» с отцом будущего главы правительства, однако после его кончины не только не приехал на похороны, но и не высказал никакого сочувствия, заявив, что «мёртвое тело для него — ничто, и что он не считает достойным возиться с ним»:51—52
Впоследствии Лев Толстой стал одним из критиков действий Столыпина на посту председателя Совета министров. Дошло до того, что в одном из черновиков писем он назвал его «самым жалким человеком». Толстой критиковал действия председателя Совета министров, указывая на две основные, на его взгляд, ошибки: «…первая, — начали насилием бороться с насилием и продолжаете это делать […], вторая, — […] успокоить население тем, чтобы, уничтожив общину, образовать мелкую земельную собственность».
В одном из писем Толстой предупреждал Столыпина об убийстве. Письмо начиналось так:

«Пишу вам об очень жалком человеке, самом жалком из всех, кого я знаю теперь в России […] Человек этот — вы сами. […] Не могу понять того ослепления, при котором вы можете продолжать свою деятельность — деятельность, угрожающую вашему благу. Потому что вас каждую минуту хотят и могут убить […] Вы уже заслужили ту ужасную славу, при которой всегда, покуда будет история, имя ваше будет повторяться как образец грубости, жестокости и лжи».

### Столыпин и Витте
Сергей Юльевич Витте — первый председатель правительства Российской империи, один из инициаторов принятия манифеста 17 октября, согласно которому учреждалась Государственная дума, человек, который подписал Портсмутский мирный договор, завершивший русско-японскую войну, — был одним из самых ярых критиков Столыпина. Информация из «Воспоминаний» Витте часто используется критиками проводившейся Столыпиным политики.
Практически весь второй том воспоминаний Витте, посвящённый царствованию Николая II, содержит критику Столыпина. В некоторых случаях отношение Витте к Столыпину проявляется в крайне резких оборотах. В частности, Витте пишет, что председателя Совета министров «укокошили»:272, а также, что «вторым счастливым событием для Столыпина было несчастье для него самого, а именно взрыв на Аптекарском острове, взрыв, при котором пострадали его сын и дочь»:393.
Дочь Столыпина Мария в своих мемуарах привела такой эпизод в отношениях своего отца и Витте, который во многом объясняет ненависть первого российского председателя Совета министров к Столыпину:

Пришёл к моему отцу граф Витте и, страшно взволнованный, начал рассказывать о том, что до него дошли слухи, глубоко его возмутившие, а именно, что в Одессе улицу его имени хотят переименовать. Он стал просить моего отца сейчас же дать распоряжение Одесскому городскому голове Пеликану о приостановлении подобного неприличного действия. Папа́ ответил, что это дело городского самоуправления и что его взглядам совершенно противно вмешиваться в подобные дела. К удивлению моего отца, Витте всё настойчивее стал просто умолять исполнить его просьбу и, когда папа́ вторично повторил, что это против его принципа, Витте вдруг опустился на колени, повторяя ещё и ещё свою просьбу. Когда и тут мой отец не изменил своего ответа, Витте поднялся, быстро, не прощаясь, пошёл к двери и, не доходя до последней, повернулся и, злобно взглянув на моего отца, сказал, что этого он ему никогда не простит.

### Столыпин и Распутин
Тема «Столыпин — Распутин» не слишком обширна: председатель Совета министров не любил «нашего друга» и всячески его избегал.
В «Воспоминаниях» дочери Столыпина Марии Бок приводится информация, которая показывает источник влияния Распутина на царскую семью, а также характеризует последнего императора Российской империи Николая II безвольным и слабым человеком. М. П. Бок пишет, что, когда она завела разговор с отцом о Распутине, который в те годы ещё не достиг апогея своего влияния, Пётр Аркадьевич поморщился и сказал с печалью в голосе, что ничего сделать нельзя. Столыпин неоднократно заводил разговор с Николаем II о недопустимости нахождения в ближайшем окружении императора полуграмотного мужика с весьма сомнительной репутацией. На это Николай ответил дословно: «Я с вами согласен, Пётр Аркадьевич, но пусть будет лучше десять Распутиных, чем одна истерика императрицы»:332.
В начале 1911 года настойчивый председатель Совета министров представил монарху обширный доклад о Распутине, составленный на основании следственных материалов Синода. После этого Николай II предложил главе правительства встретиться со «старцем», чтобы развеять негативное впечатление, сделанное на основании собранных документов. При встрече Распутин пытался гипнотизировать своего собеседника:193.
Столыпин приказал Распутину покинуть Петербург, угрожая в противном случае предать последнего суду «по всей строгости закона о сектантах»:193. Во время вынужденного отъезда из столицы Распутин отправился паломником в Иерусалим. Он вновь появился в Петербурге лишь после смерти Столыпина.

## Дети

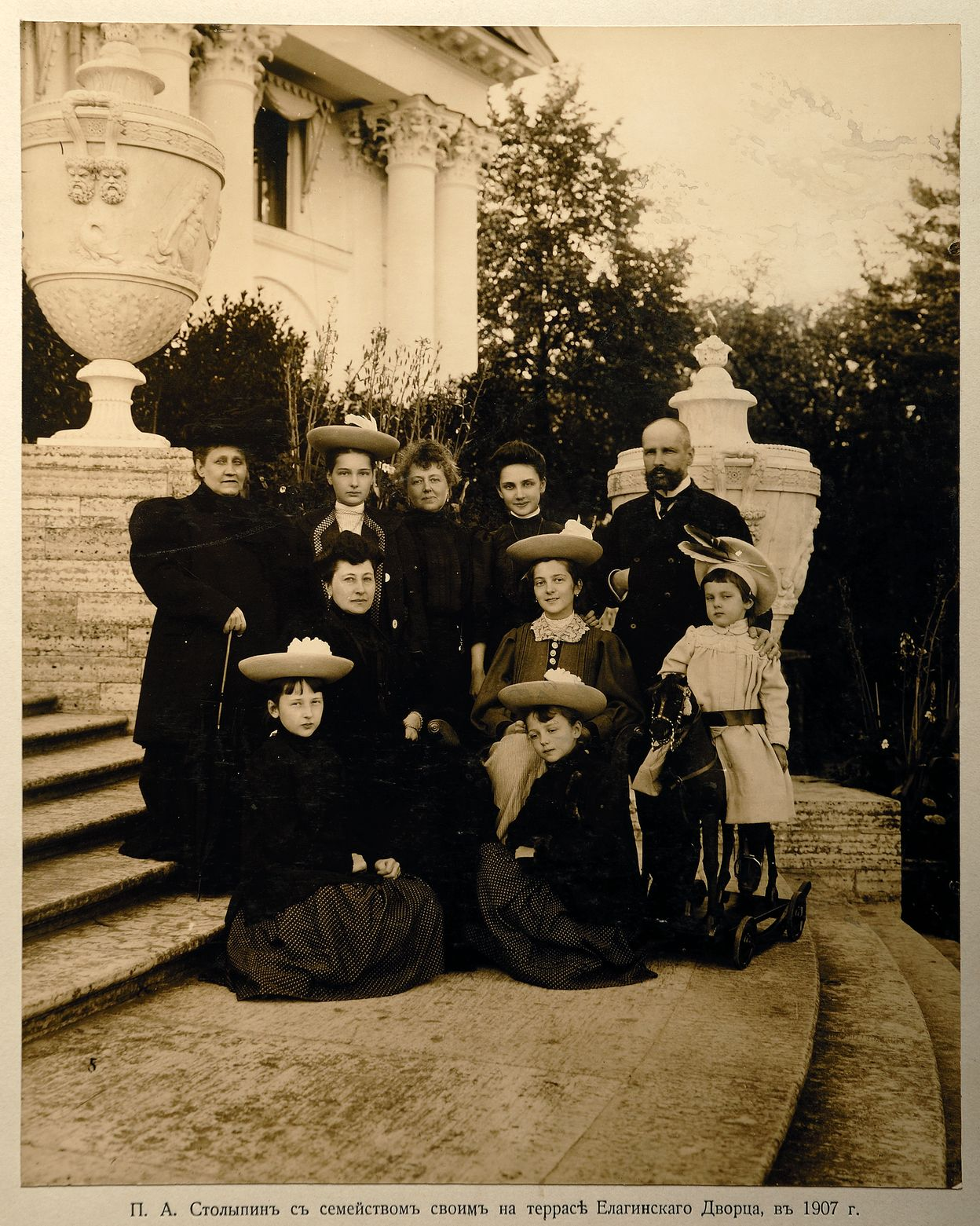
Столыпин с семьёй у Елагинского дворца. Сидит израненная Наталья, справа — сын Аркадий. 1907 г.

- Мария (1885—1985) — супруга военно-морского атташе в Германии капитана 1-го ранга Бориса Ивановича фон Бока (1879—1955). Приёмная дочь — Екатерина (1919—1993), удочерена в 1,5 года[172]. Мария Петровна написала книгу воспоминаний — «Пётр Аркадьевич Столыпин. Воспоминания о моём отце. 1884—1911», издана и в России (ISBN 978-5-9524-2624-5, 2007 г.);
- Наталья (1891—1949) — супруга князя Юрия Николаевича Волконского (1892—1954);
- Елена (1893—1985) — с 29 апреля 1915 года в первом браке с князем Владимиром Алексеевичем Щербатовым (1880—1920, убит в Немирове). В этом браке родились Ольга (1915—1948) и Мария (род. 1916). 29 апреля 1923 года вступила во второй брак — с князем Вадимом Григорьевичем Волконским (1895—1973). В этом браке родилась дочь Елена (1924—2011)[173];
- Ольга (1895—1920) — убита красноармейцами в Немирове (Подольская губерния);
- Александра (1897—1987) — с 1921 года супруга графа Льва фон Кейзерлинга (1884—1940);
- Аркадий (1903—1990) — с 1930 года женат на Франсуазе Грации, дочери бывшего посла Франции Жоржа Луи. Был активным участником Французского сопротивления в 1940-х годах. В браке родились Пётр (1931—1967), Дмитрий (1934—2014) и Мария-Па (1947—1999).

## Столыпин в литературе, театре и кино

### В литературе
Фигура Столыпина является одной из центральных в узле «Август Четырнадцатого» эпопеи А. И. Солженицына «Красное колесо». Фактически именно Солженицын ввёл в российскую интеллектуальную дискуссию 1980-х — 1990-х многие малоизвестные факты биографии Столыпина.
В исторических романах, посвящённых царствованию Николая II, а также Распутину, присутствует Столыпин.
- В романе «Нечистая сила» (в журнальной версии «У последней черты») В. С. Пикуль описывает окружение и семью Николая II, Распутина, основные события царствования последнего российского императора. Столыпин изображён «как реакционер» и в то же время «цельная и сильная натура — не чета другим бюрократам»[174]. Произведение подверглось критике за большое количество исторических ошибок. На это указывает живший в эмиграции сын Столыпина Аркадий: «В книге немало мест не только неверных, но и низкопробно-клеветнических, за которые в правовом государстве автор отвечал бы не перед критиками, а перед судом»[175]. Исторические ошибки, касающиеся Столыпина, в этом романе[175]:
В книге председатель Совета министров представлен заядлым курильщиком и любителем арманьяка. В действительности он был известен своим неприятием табака и алкоголя.
Согласно произведению, после взрыва на Аптекарском острове дочери Столыпина Наталье ампутировали ноги, хотя в действительности их удалось спасти.
Нарушена хронология речей и действий Столыпина.
В романе Столыпин пару раз уезжает на в действительности не существовавшую дачу жены в Вырице.
- В книге Э. Радзинского «Распутин: Жизнь и смерть», в части, которая посвящена отношению Столыпина к этому бывшему крестьянину Тобольской губернии, автор даёт благоприятную характеристику как самому Петру Аркадьевичу, так и его деятельности:

Премьера ненавидели правые, ибо его реформы предвещали победу капитализма в России — древний Царьград должен был стать Манчестером. Его презрение к антисемитам из «Союза русского народа», предложения отменить черту оседлости для евреев […] вызывали ненависть у церковных «ястребов». […] Столыпин был категорически против участия России в балканском конфликте. И тем не менее премьер держался, потому что его поддерживал царь. Столыпин грозил Николаю социальными катастрофами и голодом, если не осуществятся его реформы. Огромным ростом и зычным голосом он успокоительно напоминал Николаю гиганта-отца, внушал ему уверенность.

### В театре
Единственным воплощением образа П. А. Столыпина для театра долгое время была пьеса Ольги Михайловой «История одного преступления, или Три смерти», написанная в 2012 году по заказу Пензенского областного драматического театра
. Сегодня существуют две постановки по этой пьесе:
- в Пензенском областном драматическом театре под названием «История одного преступления» (премьера 6 мая 2012 года, режиссёр Ансар Халилуллин, в роли П. А. Столыпина — Сергей Дрожжилов)[179];
- в московском Театре.doc под названием «Толстой — Столыпин. Частная переписка» (премьера 1 марта 2013 года, режиссёр Владимир Мирзоев, в роли П. А. Столыпина — Арман Хачатрян)[180].

В Центральном академическом Театре российской армии (г. Москва) с сентября 2018 г. играется спектакль «Красное Колесо» (реж. Борис Морозов), в котором на сцене выступает Столыпин, показана версия его убийства в Киеве, также обыгрывается пребывание в тюрьме и суд над Богровым.
В 2020 году МХАТ имени Максима Горького ставит спектакль «У премьер-министра мало друзей» по пьесе Святослава Рыбаса. Премьера с Эдуардом Флёровым в роли Столыпина запланирована на 30 октября 2020 года.

### В кино
- 1971 — «Николай и Александра», США, режиссёр Франклин Шеффнер. В роли Петра Столыпина — Эрик Ричард Портер.
- В последнем фильме Сергея Герасимова «Лев Толстой» (1984) эпизодическую роль премьера Петра Столыпина сыграл будущий лидер Национально-патриотического фронта «Память» Дмитрий Васильев.
- «Столыпин… Невыученные уроки» (2006), роль Петра Аркадьевича Столыпина исполнил саратовский актёр Олег Клишин[184].

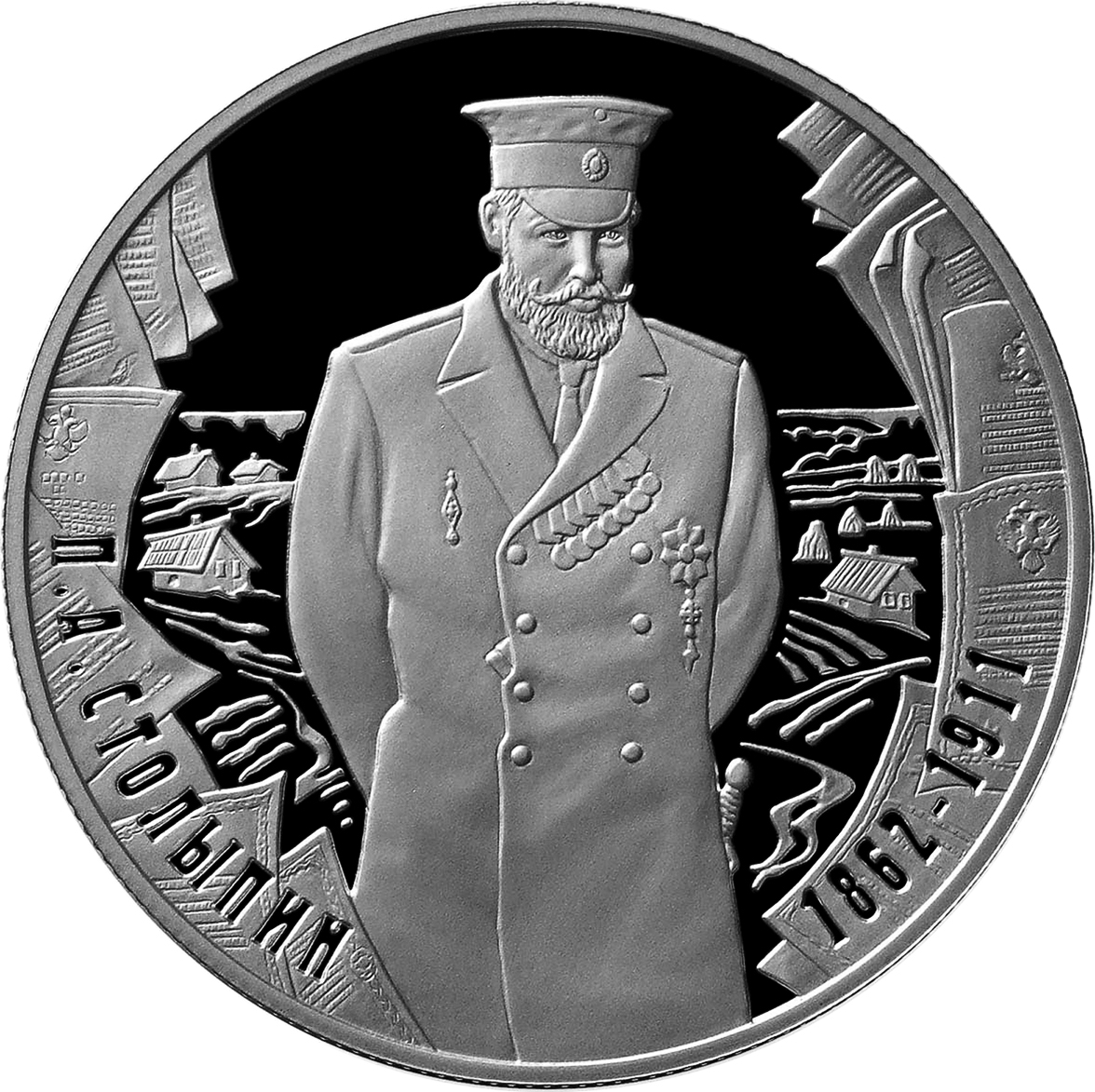
Россия. Монета номиналом 2 рубля, 2012 год

- «Преддверие Первой мировой войны. Столыпин» (2007) — документальный фильм, режиссёр Н. Смирнов.
- В двенадцатисерийном телевизионном художественном фильме Сергея Газарова и Андрея Малюкова «Империя под ударом» одним из сюжетов является покушение на Столыпина, совершённое на Аптекарском острове. Роль Столыпина сыграл Александр Феклистов.
- В российском телесериале «Грехи отцов» одним из эпизодов является убийство Столыпина в Киеве. Роль Столыпина сыграл Геннадий Сайфулин.
- В сериале «Григорий Р.» (2014) роль Столыпина сыграл Владимир Юматов.
- В 2017 году был снят телесериал «Троцкий». Роль Столыпина сыграл Виталий Коваленко.
- В телесериале «Сто лет пути» (2017) Столыпина сыграл Дмитрий Сутырин.
- В телесериале «Карамора» (2022) роль Столыпина сыграл Борис Бирман.
- В телесериале «Столыпин» (2024) роль Столыпина сыграл Александр Устюгов.

### В нумизматике
1 марта 2012 года ЦБ РФ выпустил серебряную монету, посвящённую 150-летию со дня рождения П. А. Столыпина, в серии памятных монет «Выдающиеся личности России».

## Сочинения
- Столыпин П. А. Нам нужна Великая Россия…: Полное собрание речей в Государственной думе и Государственном совете. 1906—1911 / Предисл. К. Ф. Шацилло;  Сост., коммент. Ю. Г. Фельштинского. — М.: Молодая гвардия, 1991. — 416 с. — (Звонница; Антология русской публицистики). — 100 000 экз. — ISBN 5-235-01576-2.